# Rugby-Union-Weltmeisterschaft 2011

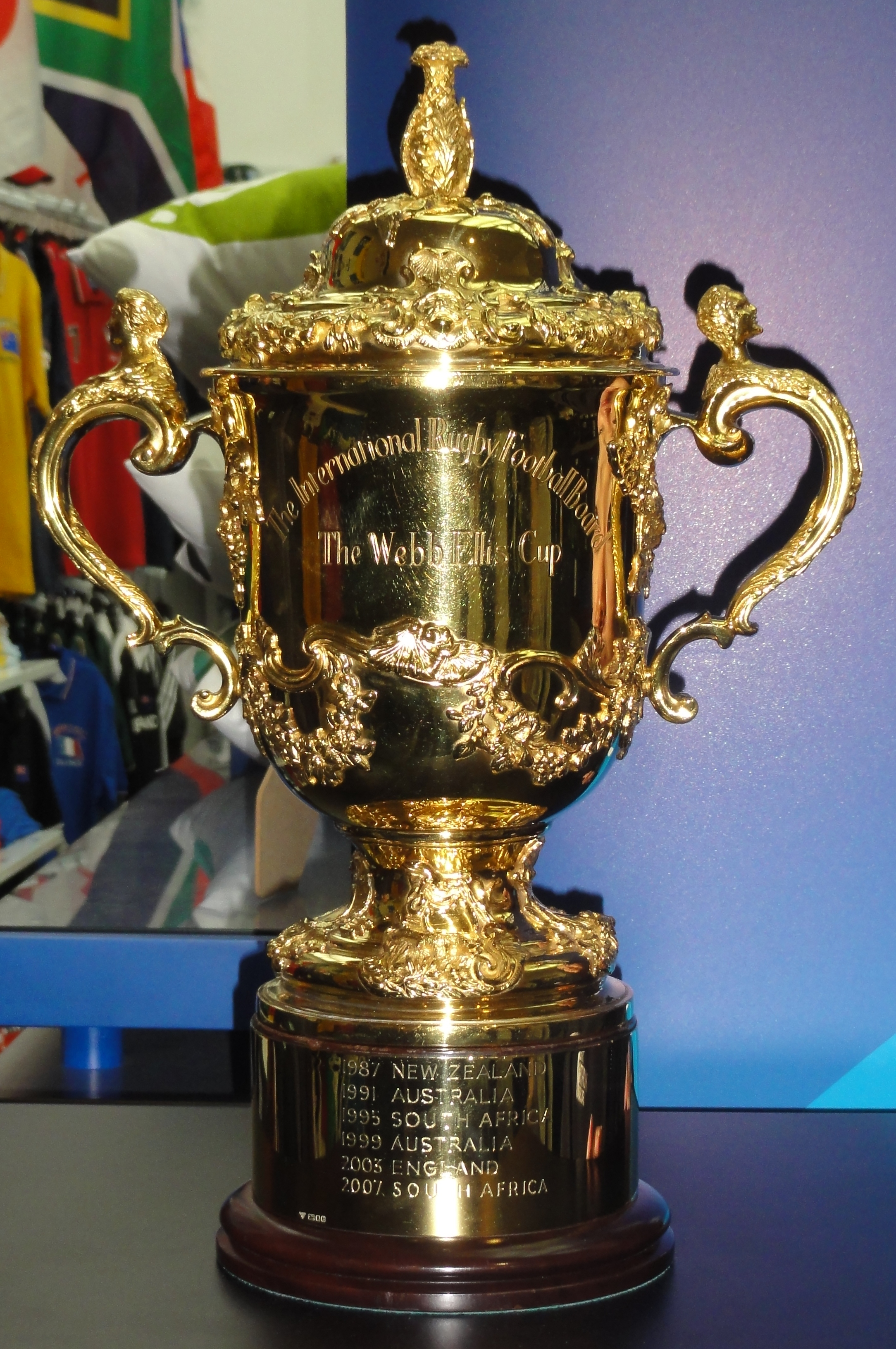
Der Webb Ellis Cup

Die Rugby-Union-Weltmeisterschaft 2011 (englisch 2011 Rugby World Cup; Maori Ipu o te Ao Whutupōro 2011) fand vom 9. September bis zum 23. Oktober 2011 in Neuseeland statt. Es war die siebente Weltmeisterschaft im vierjährlichen Turnierzyklus, der vom Weltverband International Rugby Board (IRB; jetzt World Rugby) organisiert wird, und die vierte in der südlichen Hemisphäre. Neuseeland war mit Australien gemeinsam Gastgeber der ersten Weltmeisterschaft 1987. Für die Austragung der Weltmeisterschaft hatten sich neben Neuseeland auch Japan und Südafrika beworben.
Das Turnierformat von 2003 und 2007 blieb unverändert und 20 Rugby-Union-Nationalmannschaften nahmen an der Rugby-Union-Weltmeisterschaft 2011 teil: die zwölf direkt qualifizierten Mannschaften der Weltmeisterschaft 2007 (Argentinien, Australien, England, Fidschi, Frankreich, Irland, Italien, Neuseeland, Schottland, Südafrika, Tonga und Wales), zusammen mit den acht besten Mannschaften der Qualifikation (Georgien, Japan, Kanada, Namibia, Rumänien, Russland, Samoa und die Vereinigten Staaten). Während der Rugby-Union-Weltmeisterschaft 2011 wurden 48 Spiele absolviert, darunter 40 in der Vorrunde und acht in der Finalrunde, einschließlich des Finales. Die Mannschaften wurden in vier Gruppen zu je fünf Teams eingeteilt, wobei jedes einmal gegen die anderen der Gruppe antrat. Die beiden besten Mannschaften jeder Gruppe erreichten hiernach das Viertelfinale, während sich die besten drei Mannschaften jeder Gruppe – insgesamt zwölf Mannschaften – direkt für die darauf folgende Weltmeisterschaft 2015 in England und Wales qualifizierten.
Vor Beginn der Weltmeisterschaft galten Neuseeland, Australien, Südafrika, England und Frankreich als Favoriten auf den Titelgewinn. Weltmeister wurden die neuseeländischen All Blacks, die sich im Finale im Eden Park in Auckland mit 8:7 gegen Frankreich durchsetzten und somit zum zweiten Mal nach der Weltmeisterschaft 1987 den Webb Ellis Cup in Empfang nehmen konnten. Der Eden Park wurde das erste Rugbystadion, das mehr als ein Finale – nach 1987 – austrug. Es war das dritte Mal, dass der Gastgeber eine Weltmeisterschaft gewann, nach Neuseeland 1987 und Südafrika 1995. Außerdem wurde Neuseeland das erste Rugbyland, das den Weltmeistertitel für sowohl Männer als auch Frauen zum selben Zeitpunkt trug, nachdem die Frauen-Nationalmannschaft die Weltmeisterschaft 2010 gewonnen hatte. Australien wurde Dritter und Wales Vierter. Interessanterweise wurden die letzten vier Spiele – das Spiel um Platz 3 und das Finale – zwischen denselben vier Ländern ausgespielt wie bei der ersten Weltmeisterschaft 1987, die ebenfalls in Neuseeland ausgetragen wurden. Der Titelverteidiger Südafrika schied im Viertelfinale gegen Australien mit 9:11 aus. Russland nahm erstmals an einer Weltmeisterschaft teil.
Die Rugby-Union-WM 2011 war die bisher größte Sportveranstaltung in Neuseeland, größer als die Weltmeisterschaft 1987, die Commonwealth Games 1990, der Cricket World Cup 1992, der America’s Cup 2003 und die Tour der British and Irish Lions nach Neuseeland 2005. Die Organisatoren erwarteten bis zu 95.000 Besucher aus Übersee. Nach dem Turnier wurde geschätzt, dass etwa 133.200 Touristen Neuseeland für die Weltmeisterschaft besucht hatten. Mit etwa 3,9 Milliarden Fernsehzuschauern weltweit war die Rugby-Union-Weltmeisterschaft 2011 eine der meistgesehenen Rugbyweltmeisterschaften bisher. Insgesamt wurden fast 1,5 Millionen Eintrittskarten für die 48 Spiele verkauft, was einem Zuschauerschnitt von 30.777 entspricht; die Stadionausnutzung lag bei 87 %.
Das Turnier begann am 9. September 2011 und dauerte sieben Wochen. Das Datum des Endspiels war so gewählt worden, dass er mit dem nachfolgenden Labour Day am 24. Oktober zusammenfällt und sich dadurch ein verlängertes Wochenende ergab. Im deutschen Fernsehen wurden einige Spiele von Sport 1 übertragen.

## Vergabe

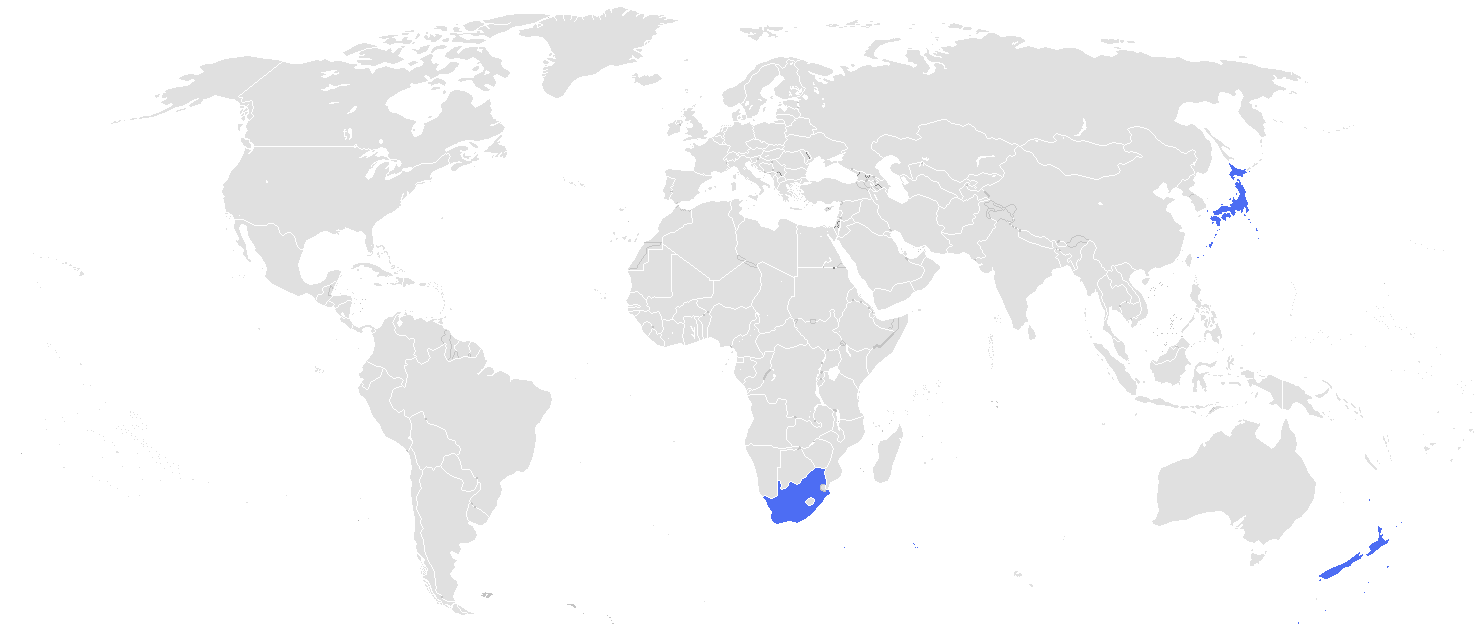
Bewerbungen für die Ausrichtung der Weltmeisterschaft 2011

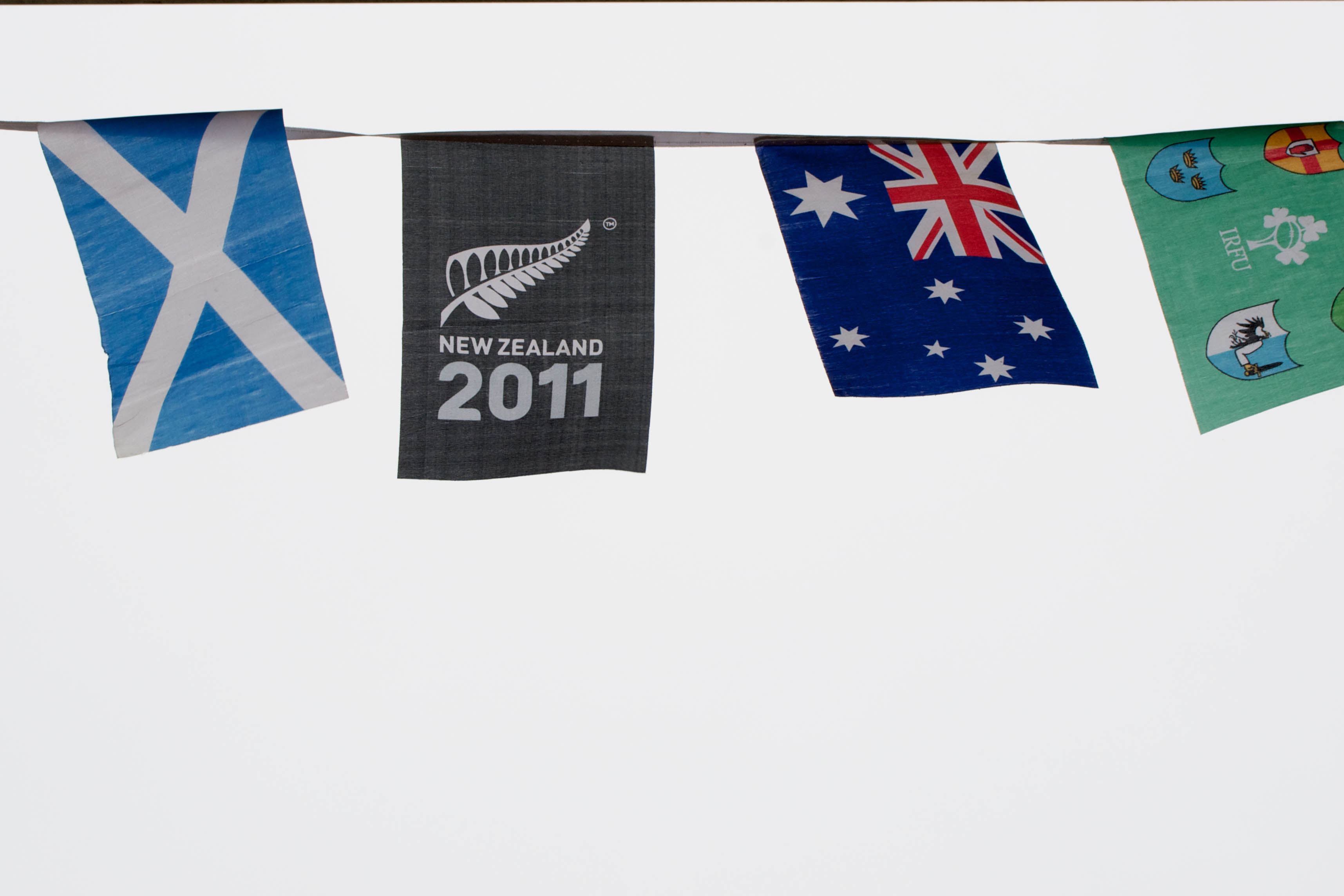
Flaggen in den Straßen Neuseelands während der Weltmeisterschaft 2011. V. l. n. r.: Die Flagge Schottlands, eine Silberfarn-Flagge (Symbol der neuseeländischen Nationalmannschaft), die Flagge Australiens und die Flagge der irischen Nationalmannschaft

Der Weltverband International Rugby Board wünschte, dass alle interessierten Verbände bis zum 31. Januar 2005 ihre Absicht für die Ausrichtung der Weltmeisterschaften 2011 bekanntgaben. Erforderlich war zu diesem Zeitpunkt lediglich eine Absichtserklärung ohne detaillierte Planungen. Die Ausschreibungsunterlagen für den Bewerbungsprozess 2011 mussten bis zum 13. Mai 2005 eingereicht worden sein. Drei Länder bewarben sich um die Ausrichtung der Weltmeisterschaft 2011: Neuseeland, Japan und Südafrika.
Neuseeland war gemeinsam mit Australien Gastgeber der ersten Weltmeisterschaft 1987 gewesen und war anfangs zusammen mit Australien zum Mitgastgeber der Rugby-Union-Weltmeisterschaft 2003 bestimmt worden, nach Rechtsstreitigkeiten über die Bodenbeschilderung zwischen dem neuseeländischen Verband und dem Weltverband Neuseeland seine Gastgeberrechte jedoch wieder und Australien wurde zum alleinigen Gastgeber ernannt. Neuseeland sollte ursprünglich 23 der 48 Spiele anbieten, Neuseelands Forderungen nach einer Änderung der Bestimmungen zur Stadionwerbung waren jedoch nicht akzeptabel für den IRB. Die New Zealand Rugby Football Union reichte 2005 die Bewerbung zusammen mit der neuseeländischen Regierung ein und unterstrich unter anderem, dass Neuseeland eines der wenigen Länder weltweit sei, in dem Rugby der Hauptsport ist. Neuseelands Bewerbung für die WM 2011 beinhaltete Pläne, wonach Stadien wie Eden Park ausgebaut werden sollten, um die wirtschaftliche Rentabilität des Turnieres zu erhöhen. Bei der Renovierung des Eden Parks wurden auch Anlagen eingeplant für eine mögliche zukünftige Commonwealth-Games-Bewerbung Aucklands.
Japan wollte das erste asiatische Land und damit außerhalb der „traditionellen Rugbyländer“ werden, das eine Weltmeisterschaft austrug. Alle vorhergehenden Weltmeisterschaften wurden abwechselnd in Ländern der Tri Nations (jetzt The Rugby Championship) bzw. der Six Nations ausgetragen. Japan verfügte über all die nötige Infrastruktur, nachdem es gemeinsam mit Südkorea Gastgeber der Fußball-Weltmeisterschaft 2002 gewesen war. In seiner Bewerbung verwies die Japan Rugby Football Union auch auf Japans Erfahrung als Gastgeber großer Turniere wie der Olympischen Sommerspiele 1964, Olympischen Winterspiele 1972 und Olympischen Winterspiele 1998. Das International Rugby Board war jedoch der Ansicht, dass Japan keine vollen Stadien garantieren könne. Acht Jahre später durfte Japan schließlich die Weltmeisterschaft 2019 ausrichten und erreichte eine Stadionausnutzung von 99 %, die höchste in der Turniergeschichte.
Südafrika war Gastgeber der Weltmeisterschaft 1995 gewesen und hatte vor Bewerbungsabgabe den Cricket World Cup 2003 ausgetragen. Die südafrikanische Bewerbung für 2011, unter Schirmherrschaft des früheren Kapitäns der Springsboks Francois Pienaar, genoss große Unterstützung der dortigen Regierung. In der Zwischenzeit war die Fußball-Weltmeisterschaft 2010 nach Südafrika vergeben worden. Während eines Parlamentsausschusses am 19. Januar 2005 gab die South African Rugby Union ihre Absicht bekannt, Stadien der Fußball-WM auch für die Rugby-WM ein Jahr später verwenden zu wollen.
Auf einer Sitzung des International Rugby Board (IRB) in Dublin war Neuseeland am 17. November 2005, nach Inspektion aller drei Bewerberländer durch das IRB im Juni und Juli 2005, als Austragungsland bestimmt worden, das sich dabei gegen Japan und Südafrika durchsetzte. Damit war es nach der Weltmeisterschaft 1991 in Südafrika und der Weltmeisterschaft 2003 in Australien das dritte Turnier, das von einem Gastgeber ausgetragen wurde. Außerdem wurde Neuseeland bezüglich Bevölkerung das kleinste Land bisher, das eine Weltmeisterschaft ausrichtete. Die Durchführung der Weltmeisterschaft verursachte Kosten von 310 Millionen NZD (ca. 170 Millionen Euro). Erwartet wurden Einnahmen von 280 Millionen NZD (ca. 154 Millionen Euro), wobei die neuseeländische Regierung und der neuseeländische Verband den Fehlbetrag übernahmen.

## Qualifikation
Der IRB hatte zunächst erwogen, das Teilnehmerfeld wie zuletzt 1995 auf 16 Mannschaften (und somit 32 Spiele) zu reduzieren. Hauptgrund war die Vermeidung des großen Leistungsunterschiedes zwischen den Mannschaften mit professionellen und denen mit Amateurspielern, von denen einige Teams ihre Spieler nicht bezahlen konnten. Der Weltverband wollte nach der Weltmeisterschaft 2007 in dieser Frage beraten und kündigte eine gründliche Untersuchung des Turnieres an. Im November 2008 fiel jedoch die Entscheidung für 20 Teams. Die Vertreter des IRB befanden, dass gerade viele der anfangs als „Lückenfüller“ betrachteten Teams bei der WM 2007 die meiste Begeisterung bei den Zuschauern ausgelöst hatten und viele Spiele doch nicht so klar ausgegangen waren wie befürchtet.
Zwanzig Mannschaften hatten sich für die Weltmeisterschaft 2011 qualifiziert. Neben Gastgeber Neuseeland, das sich auch sportlich durch das Erreichen des Viertelfinales der Weltmeisterschaft 2007 für die Endrunde qualifiziert hatte, waren die sieben weiteren Viertelfinalteilnehmer der letzten WM-Endrunde sowie die vier Drittplatzierten der Vorrunde für das Turnier qualifiziert. Diese Teams waren Argentinien, Australien, England, Fidschi, Frankreich, Irland, Italien, Neuseeland, Schottland, Südafrika, Tonga und Wales. Damit waren noch acht Plätze für das insgesamt 20 Nationen umfassende Turnier in der Qualifikation zu vergeben. Die Qualifikation bestand aus fünf kontinentalen Gruppen: Afrika, Amerika, Asien, Europa und Ozeanien. Jeweils zwei Plätze waren für amerikanische und europäische Mannschaften reserviert und je einer für Afrika, Asien und Ozeanien. Der übrige Platz wurde in der interkontinentalen Qualifikationsrunde ausgespielt. Zusammen mit den automatischen Qualifikanten nahmen 92 Nationalmannschaften an der Qualifikation zur Endrunde in Neuseeland teil.
Durch einen Sieg über die Vereinigten Staaten am 11. Juli 2009 qualifizierte sich Kanada als erste Mannschaft für das WM-Turnier. Eine Woche darauf gelang Samoa nach dem zweiten Sieg über Papua-Neuguinea ebenfalls die Qualifikation. Die Vereinigten Staaten qualifizierten sich im November 2009 mit zwei Siegen über Uruguay. Im selben Monat sicherte sich Namibia durch zwei Erfolge über Tunesien die vierte WM-Teilnahme hintereinander. Im März 2010 qualifizierten sich Georgien als Europa 1 und Russland als Europa 2. Zwei Monate später wurde Japan der einzige asiatische Qualifikant. Rumänien qualifizierte sich in der Barrage-Runde mit zwei Siege gegen Uruguay. Die teilnehmenden Nationen waren fast dieselben wie bei der WM vier Jahre zuvor: Anstelle von Portugal hatte sich diesmal Russland qualifiziert.

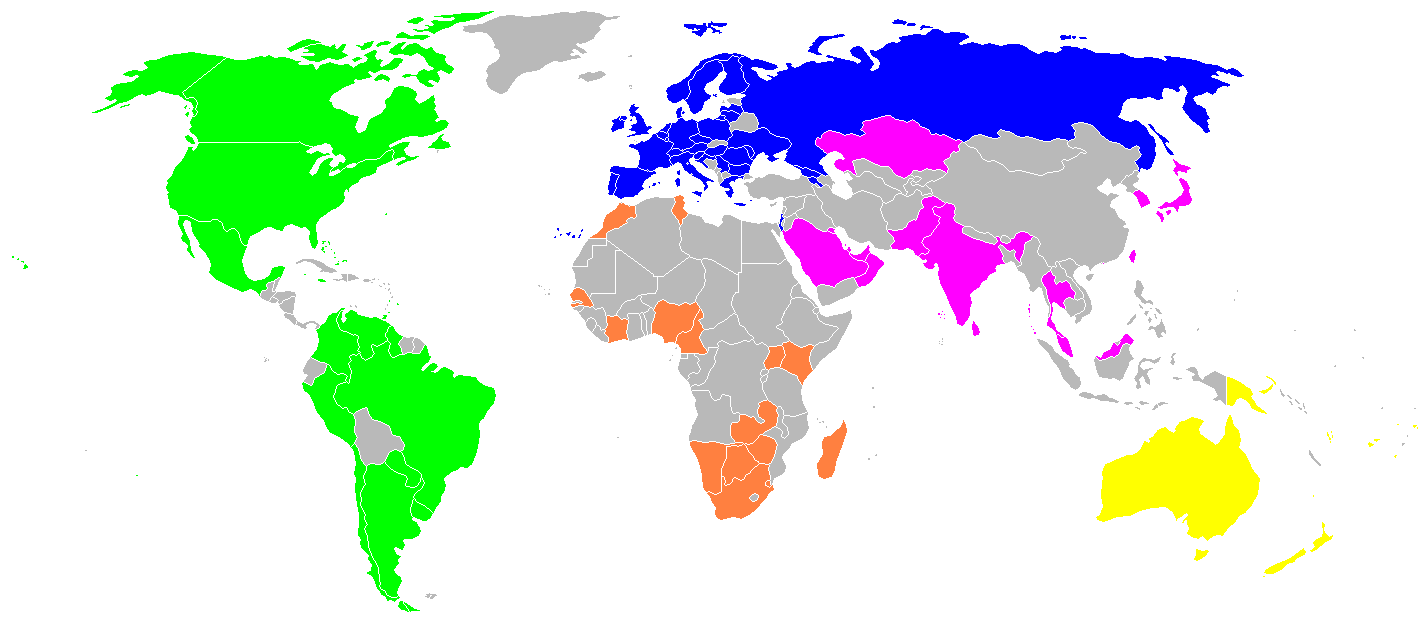
An der Qualifikation beteiligte Länder nach Kontinentalverbänden; insgesamt 92 Teams nahmen teil.
Afrika
Amerika
Asien
Europa/Nordasien
Ozeanien

Teilnehmende Länder der Rugby-Union-Weltmeisterschaft 2011:
Gastgeber
Qualifiziert als Top Zwölf 2007
Qualifikation
In der Qualifikation gescheitert
Keine Teilnahme

| Land               | Qualifikationsgrundlage | WM-Teilnahme | Letztmalige WM-Teilnahme | Bestes Ergebnis                               | Gruppe |
| ------------------ | ----------------------- | ------------ | ------------------------ | --------------------------------------------- | ------ |
| Neuseeland         | Gastgeber               | Siebente     | 2007                     | Weltmeister (1987)                            | A      |
| Argentinien        | Automatisch             | Siebente     | 2007                     | Dritter (2007)                                | B      |
| Australien         | Automatisch             | Siebente     | 2007                     | Weltmeister (1991, 1999)                      | C      |
| England            | Automatisch             | Siebente     | 2007                     | Weltmeister (2003)                            | B      |
| Fidschi            | Automatisch             | Sechste      | 2007                     | Viertelfinale (1987, 2007)                    | D      |
| Frankreich         | Automatisch             | Siebente     | 2007                     | Finalist (1987, 1999)                         | A      |
| Irland             | Automatisch             | Siebente     | 2007                     | Viertelfinale (1987, 1991, 1995, 2003)        | C      |
| Italien            | Automatisch             | Siebente     | 2007                     | Vorrunde (1987, 1991, 1995, 1999, 2003, 2007) | C      |
| Schottland         | Automatisch             | Siebente     | 2007                     | Vierter (1991)                                | B      |
| Südafrika          | Automatisch             | Fünfte       | 2007                     | Weltmeister (1995, 2007)                      | D      |
| Tonga              | Automatisch             | Sechste      | 2007                     | Vorrunde (1987, 1995, 1999, 2003, 2007)       | A      |
| Wales              | Automatisch             | Siebente     | 2007                     | Dritter (1987)                                | D      |
| Georgien           | Europa 1                | Dritte       | 2007                     | Vorrunde (2003, 2007)                         | B      |
| Japan              | Asien 1                 | Siebente     | 2007                     | Vorrunde (1987, 1991, 1995, 1999, 2003, 2007) | A      |
| Kanada             | Amerika 1               | Siebente     | 2007                     | Viertelfinale (1991)                          | A      |
| Namibia            | Afrika 1                | Vierte       | 2007                     | Vorrunde (1999, 2003, 2007)                   | D      |
| Rumänien           | Barrage                 | Siebente     | 2007                     | Vorrunde (1987, 1991, 1995, 1999, 2003, 2007) | B      |
| Russland           | Europa 2                | Erste        | –                        | Debüt                                         | C      |
| Samoa              | Oseanien 1              | Sechste      | 2007                     | Viertelfinale (1991, 1995)                    | D      |
| Vereinigte Staaten | Amerika 2               | Sechste      | 2007                     | Vorrunde (1987, 1991, 1999, 2003, 2007)       | C      |

## Austragungsorte

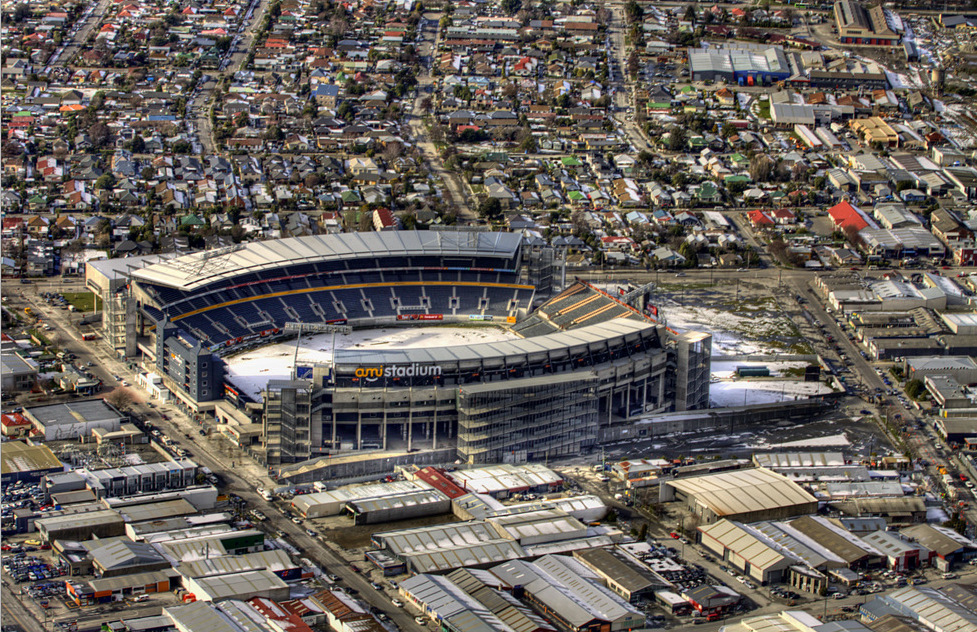
Luftbild des Lancaster Park in Christchurch nach dem Erdbeben 2011

Die 13 Stadien für die Weltmeisterschaft 2011 wurden am 12. März 2009 bestätigt. Einige der Stadien wurden in Vorbereitung des Turnieres zur Erhöhung der Zuschauerkapazität renoviert. Die Regierung erwog, ein Gesetz zur Umgehung des Genehmigungsverfahrens zu verabschieden, damit ein Teil der Sanierung der Stadien rechtzeitig abgeschlossen werden konnte. Acht Spiele fanden in Wellington statt, je vier in Dunedin und North Shore City, je drei in Hamilton, Invercargill, Nelson, New Plymouth und Rotorua, sowie je zwei in Napier, Palmerston North und Whangārei.
Aufgrund der Schäden am Christchurch Stadium und den anderen Anlagen in Christchurch, der zweitgrößten Stadt des Landes, nach dem Erdbeben vom Februar 2011 gab der zuständige Minister Murray McCully am 16. März die Verlegung der dort geplanten Spiele bekannt. Die zwei Viertelfinals wurden an Auckland vergeben, während die Vorrundenspiele in anderen Städten ausgetragen wurden.
Am 10. November 2006 veröffentlichte die neuseeländische Regierung Pläne für ein „Stadium New Zealand“ in Auckland. Nach diesem Vorschlag sollte das neue Stadion mit einer Kapazität von 60.000 an der Water Front errichtet werden. Nach Protesten Seitens der Bevölkerung und mangelnder Unterstützung des Auckland Regional Council wurde der Vorschlag zu Gunsten einer Renovierung des Eden Park fallen gelassen. Die Renovierungen der Süd- und Südwesttribünen im Eden Park wurden im Jahr 2010 abgeschlossen. Der Eden Park mit einer Kapazität von 60.000 Zuschauern war Austragungsort des Finals, des Spiels um Platz drei, der beiden Halbfinals, zweier Viertelfinals sowie von fünf Vorrundenspielen.
Die Bauarbeiten an Dunedins neuem Forsyth Barr Stadium (während des Turniers über Otago Stadium genannt) gab Anlass zur Sorge, da dieses Projekt innerhalb eines engen Zeitrahmens geplant war. Laut einem Fortschrittsbericht vom April 2010 würde das Projekt rechtzeitig zur Rugby-Weltmeisterschaft abgeschlossen sein, obschon es ein mittleres Risiko mit einigen wichtigen und möglicherweise ernsthaften Bedenken gab. Wäre das Projekt nicht rechtzeitig abgeschlossen worden, hätten die Organisatoren auf Carisbrook als Ersatzoption zurückgegriffen. 6. August 2011 wurde das Forsyth Barr Stadium offiziell eröffnet. Dunedins neues Forsyth Barr Stadium wurde im August 2011 fertig gestellt und anstelle von Carisbrook verwendet.
| Whangārei          | North Shore City              | Auckland          | Hamilton          |
| ------------------ | ----------------------------- | ----------------- | ----------------- |
| Okara Park         | North Harbour Stadium         | Eden Park         | Waikato Stadium   |
| Kapazität: 25.000  | Kapazität: 25.000             | Kapazität: 60.000 | Kapazität: 25.800 |
|                    |                               |                   |                   |
| New Plymouth       |                               |                   | Rotorua           |
| Yarrow Stadium     | Rotorua International Stadium |                   |                   |
| Kapazität: 25.000  | Kapazität: 34.000             |                   |                   |
|                    |                               |                   |                   |
| Palmerston North   | Napier                        |                   |                   |
| Arena Manawatu     | McLean Park                   |                   |                   |
| Kapazität: 18.000  | Kapazität: 22.000             |                   |                   |
|                    |                               |                   |                   |
| Invercargill       | Dunedin                       | Nelson            | Wellington        |
| Rugby Park Stadium | Forsyth Barr Stadium          | Trafalgar Park    | Westpac Stadium   |
| Kapazität: 17.000  | Kapazität: 30.500             | Kapazität: 20.080 | Kapazität: 36.000 |
|                    |                               |                   |                   |

## Format
Die Rugby-Union-Weltmeisterschaft 2011 wurde über 44 Tage zwischen 20 verschiedenen Mannschaften über 48 Spiele ausgetragen. Sie begann am 9. September 2011 im Eden Park mit dem Eröffnungsspiel zwischen dem Gastgeber Neuseeland und Tonga. Das Turnier endete am 23. Oktober im denselben Stadion mit dem Finale zwischen Frankreich und Neuseeland, wobei die All Blacks den Webb Ellis Cup gewannen.

### Spielplan
Die nachfolgende Tabelle zeigt das tägliche Programm der Rugby-Union-Weltmeisterschaft 2011. Dabei steht ein rotes Kästchen für die Eröffnungs- und Schlusszeremonie, ein violettes Kästchen für Vorrundenspiele, ein grünes Kästchen für Finalrundenspiele, ein blaues Kästchen für das Spiel um Platz 3 und ein gelbes Kästchen für das Finale.
| Gruppenphase September/Oktober | Fr. 9. | Sa. 10. | So. 11. | Mo. 12. | Di. 13. | Mi. 14. | Do. 15. | Fr. 16. | Sa. 17. | So. 18. | Mo. 19. | Di. 20. | Mi. 21. | Do. 22. | Fr. 23. | Sa. 24. | So. 25. | Mo. 26. | Di. 27. | Mi. 28. | Do. 29. | Fr. 30. | Sa. 1. | So. 2. |
| ------------------------------ | ------ | ------- | ------- | ------- | ------- | ------- | ------- | ------- | ------- | ------- | ------- | ------- | ------- | ------- | ------- | ------- | ------- | ------- | ------- | ------- | ------- | ------- | ------ | ------ |
| Zeremonien                     |        |         |         |         |         |         |         |         |         |         |         |         |         |         |         |         |         |         |         |         |         |         |        |        |
| Gruppe A                       | 1      | 1       |         |         |         | 1       |         | 1       |         | 1       |         |         | 1       |         |         | 1       |         |         | 1       |         |         |         | 1      | 1      |
| Gruppe B                       |        | 2       |         |         |         | 1       |         |         | 1       | 1       |         |         |         |         |         | 1       | 1       |         |         | 1       |         |         | 1      | 1      |
| Gruppe C                       |        |         | 2       |         |         |         | 1       |         | 1       |         |         | 1       |         |         | 1       |         | 1       |         | 1       |         |         |         | 1      | 1      |
| Gruppe D                       |        | 1       | 1       |         |         | 1       |         |         | 1       | 1       |         |         |         | 1       |         |         | 1       | 1       |         |         |         | 1       |        | 1      |
| Finalrunde Oktober             | Mo. 3. | Di. 4.  | Mi. 5.  | Do. 6.  | Fr. 7.  | Sa. 8.  | So. 9.  | Mo. 10. | Di. 11. | Mi. 12. | Do. 13. | Fr. 14. | Sa. 15. | So. 16. | Mo. 17. | Di. 18. | Mi. 19. | Do. 20. | Fr. 21. | Sa. 22. | So. 23. |         |        |        |
| Zeremonien                     |        |         |         |         |         |         |         |         |         |         |         |         |         |         |         |         |         |         |         |         |         |         |        |        |
| Finalrunde                     |        |         |         |         |         | 2       | 2       |         |         |         |         |         | 1       | 1       |         |         |         |         | 1       |         | 1       |         |        |        |

| Farblegende                  |
| Eröffnungs- und Schlussfeier |
| Gruppenspiele                |
| Finalrunde                   |
| Spiel um Platz 3             |
| Finale                       |

### Gruppen

Die Auslosung für die Weltmeisterschaft 2011 erfolgte am 1. Dezember 2008 nahe der Londoner Tower Bridge

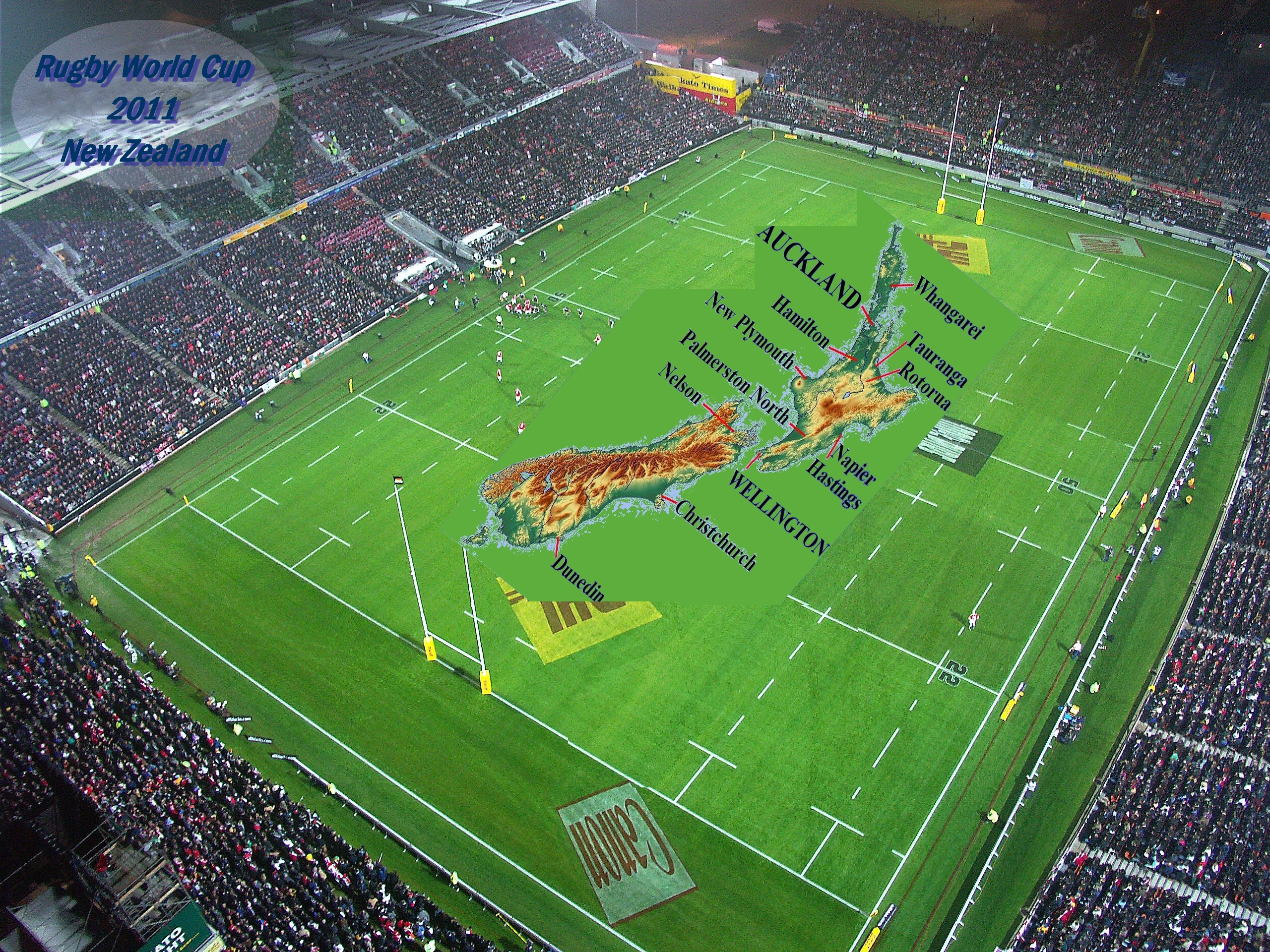
Neuseeländische Spielorte der WM 2011

Die Vorrunde, bzw. Gruppenphase, umfasste 20 Nationalmannschaften, die in vier Gruppen zu je fünf Teams eingeteilt wurden mit demselben Turnierformat wie 2003 und 2007. Die Setzreihenfolge der zwölf automatisch qualifizierten Mannschaften wurde erstmals durch die IRB-Weltrangliste festgelegt. Die vier besten Teams der WM 2007 (Südafrika, England, Argentinien und Frankreich) wurden demnach nicht als Gruppenköpfe gesetzt, da „die Rangliste jetzt sehr gut etabliert ist und uns eine glaubwürdige und prägnante Möglichkeit gibt, Mannschaften für die Gruppenauslosung der Rugby-Weltmeisterschaft zu setzen“, meinte der damalige Vorsitzende von Rugby World Cup Ltd (RWCL) Syd Millar.
Die Auslosung erfolgte am 1. Dezember 2008, noch während der Qualifikationsphase, und basierte auf der IRB-Weltrangliste an diesem Tag, nach den End-of-year Internationals 2008 in der Nordhemisphäre.
Das Lossystem der vorhergehenden Weltmeisterschaften, bei dem die zwölf automatischen Qualifikanten der WM 2007 am Lostag ihren jeweiligen Töpfen zugelost wurden, wurde beibehalten:
- Topf 1: Die vier besten gesetzten Teams
- Topf 2: Die vier zweitbesten gesetzten Teams
- Topf 3: Die vier hintersten automatischen Qualifikanten

Die zwei anderen Töpfe beinhalteten die acht qualifizierenden Mannschaften, wobei sich deren Zuordnung aus der vorhergehenden Weltmeisterschaft ergab:
- Topf 4: Amerika 1, Europa 1, Europa 2, Ozeanien 1
- Topf 5: Afrika 1, Amerika 2, Asien 1 und Barrage-Gewinner

Nach der Auslosung am 1. Dezember 2008 ergaben sich die folgenden Töpfe (in Klammern der jeweilige IRB-Rang vor der Auslosung):
| Topf 1                                                              | Topf 2                                                  | Topf 3                                                      | Topf 4                                                                                    | Topf 5 |
| ------------------------------------------------------------------- | ------------------------------------------------------- | ----------------------------------------------------------- | ----------------------------------------------------------------------------------------- | --- |
| - Neuseeland (1) - Südafrika (2) - Australien (3) - Argentinien (4) | - Wales (5) - England (6) - Frankreich (7) - Irland (8) | - Schottland (9) - Fidschi (10) - Italien (11) - Tonga (12) | - Amerika 1 ( Kanada) - Europa 1 ( Georgien) - Europa 2 ( Russland) - Ozeanien 1 ( Samoa) | - Afrika 1 ( Namibia) - Amerika 2 ( Vereinigte Staaten) - Asien 1 ( Japan) - Barrage-Gewinner ( Rumänien) |

Die vollständige Auslosung und Austragungsorte des Turnieres wurden am 12. März 2009 bekanntgegeben. Nach der Auslosung am 1. Dezember 2008 ergaben sich die folgenden Gruppen:
| Gruppe A                                 | Gruppe B                                         | Gruppe C                                              | Gruppe D                              |
| ---------------------------------------- | ------------------------------------------------ | ----------------------------------------------------- | ------------------------------------- |
| Neuseeland Frankreich Tonga Kanada Japan | Argentinien England Schottland Georgien Rumänien | Australien Irland Italien Russland Vereinigte Staaten | Südafrika Wales Fidschi Samoa Namibia |

### Vorrunde

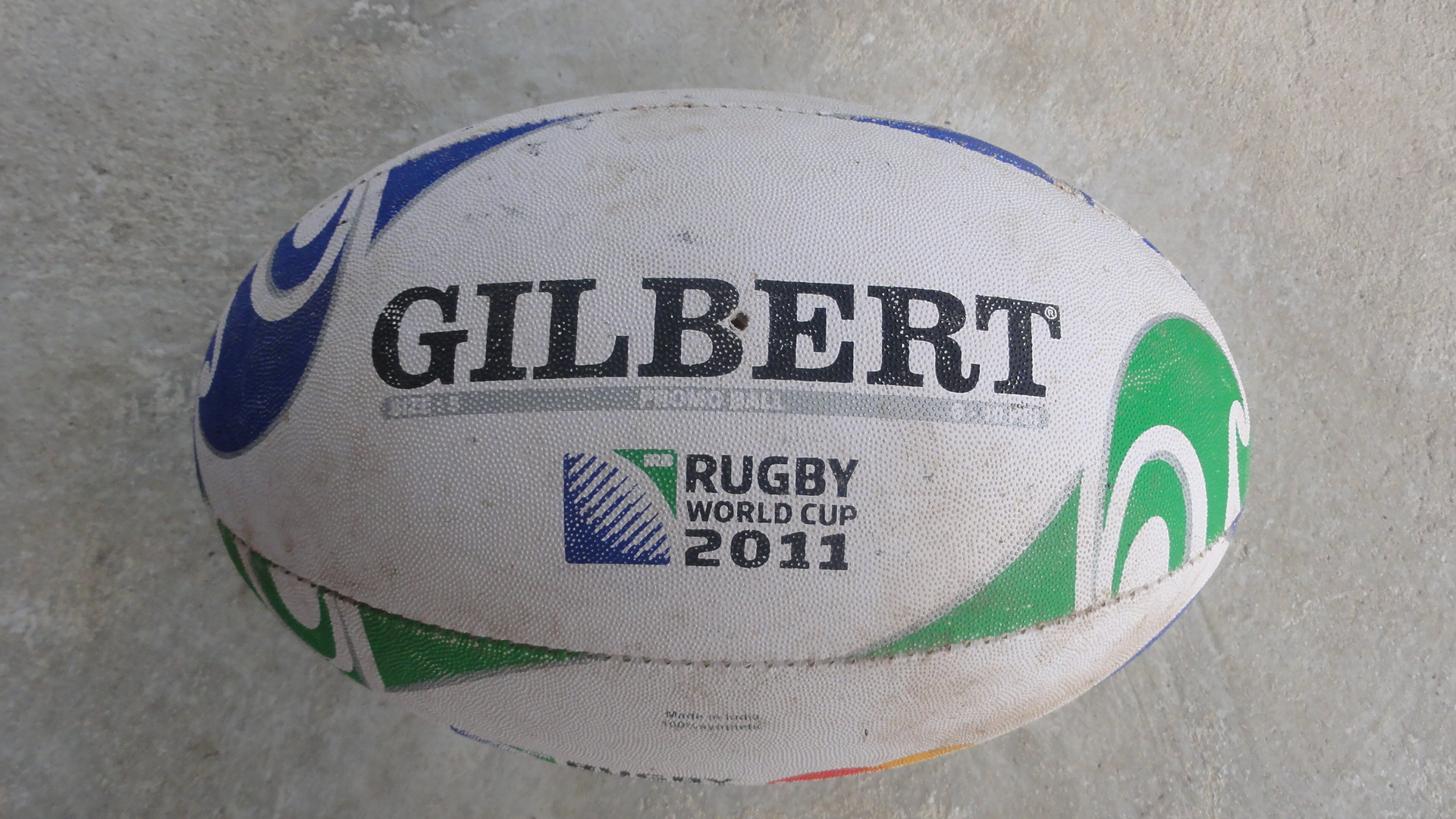
Virtuo, der offizielle Rugbyball der Weltmeisterschaft 2011

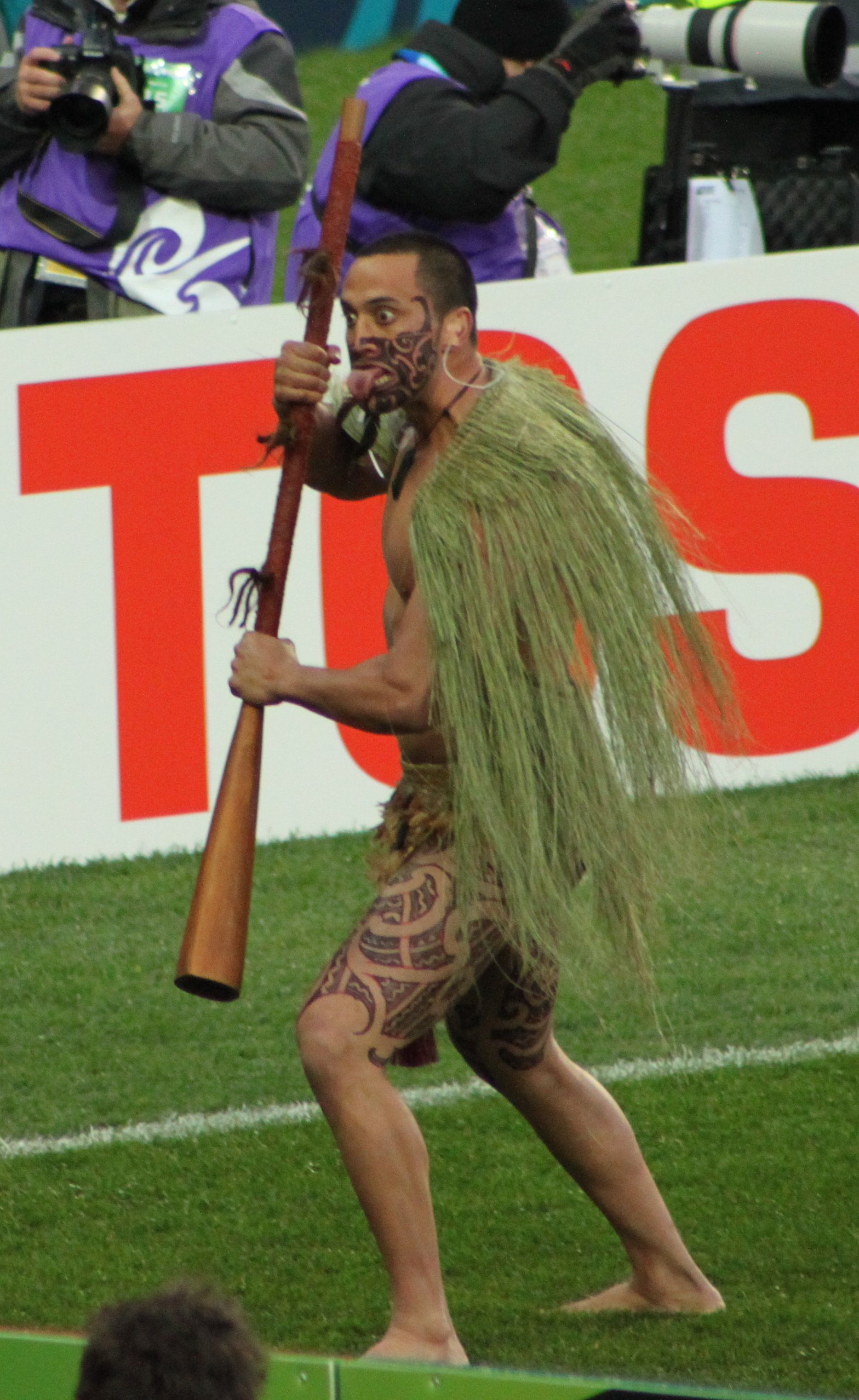
Maoritänzer vor dem Spiel Südafrika gegen Fidschi

Wie bei den Weltmeisterschaften 2003 und 2007 wurden die 20 für die WM 2011 qualifizierten Mannschaften in vier Vorrundengruppen eingeteilt. Die Gruppen waren eingeteilt von Gruppe A bis Gruppe D zu je fünf Teilnehmern. Jede Gruppe hatte zwei automatische Qualifikanten der WM 2007, während sich die übrigen drei Plätze aus der Qualifikation ergaben. Jede Mannschaft bestritt ein Spiel gegen jede andere Mannschaft in derselben Gruppe, demzufolge absolvierte jedes Team vier Spiele in der Vorrunde. Die Mannschaften auf den Plätzen 1 und 2 qualifizierten sich für das Viertelfinale. Die drittplatzierten Mannschaften sicherten sich die Teilnahmeberechtigung an der WM 2015.
Die Punkteverteilung in der Vorrunde erfolgte nach folgendem Bonuspunktesystem:
- 4 Punkte bei einem Sieg
- 2 Punkte bei einem Unentschieden
- 0 Punkte bei einer Niederlage (vor möglichen Bonuspunkten)
- 1 Bonuspunkt für vier oder mehr Versuche, unabhängig vom Endstand
- 1 Bonuspunkt bei einer Niederlage mit sieben oder weniger Spielpunkten Unterschied[60]

Bei Punktgleichheit von zwei oder mehr Mannschaften wurde die bessere Tabellenposition nacheinander nach folgenden Kriterien ermittelt:
1. Sieger der Direktbegegnung
2. Bessere Differenz bei den Spielpunkten
3. Bessere Differenz bei den Versuchen
4. Höhere Anzahl der Spielpunkte
5. Höhere Anzahl der Versuche
6. Bessere Platzierung in der IRB-Weltrangliste vom 3. Oktober 2011[60]

### Finalrunde
Ab dieser Phase nahm das Turnier ein K.-o.-System an bestehend aus acht Spielen: vier Viertelfinals, zwei Halbfinals, ein Spiel um Platz 3 und das Finale.
Die Gruppenersten und -zweiten erreichten jeweils die Finalrunde. Dabei trafen die Gruppenersten im Viertelfinale auf die Gruppenzweiten der anderen Gruppe, beispielsweise traf der Erste der Gruppe A auf den Zweiten der Gruppe B und der Erste der Gruppe B auf den Zweiten der Gruppe A. Teams aus derselben Gruppe konnten erst wieder im Spiel um Platz 3 oder dem Finale aufeinandertreffen.
Die Finalrunde begann mit den Viertelfinalspielen. Jedes Spiel musste zwingend mit einem Sieg enden. Stand es in einer Begegnung nach der regulären Spielzeit von 80 Minuten unentschieden, folgte eine Verlängerung von 2 × 10 Minuten. War noch immer kein Sieger ermittelt, gab es eine weitere Verlängerung von zehn Minuten Dauer mit Sudden Death. Wenn auch nach insgesamt 110 Minuten immer noch kein Sieger feststand, wäre der Sieger in einem Platztrittschießen zu den Torstangen bestimmt worden.

### Einfluss auf die WM-Qualifikation 2015
Wie bei der WM 2007 qualifizierten sich die besten drei Mannschaften jeder Gruppe direkt für die darauf folgende Weltmeisterschaft 2015 in England und Wales. Diese waren Argentinien, Australien, England, Frankreich, Irland, Italien, Neuseeland, Samoa, Schottland, Südafrika, Tonga und Wales.

## Eintrittskarten und Sponsoring

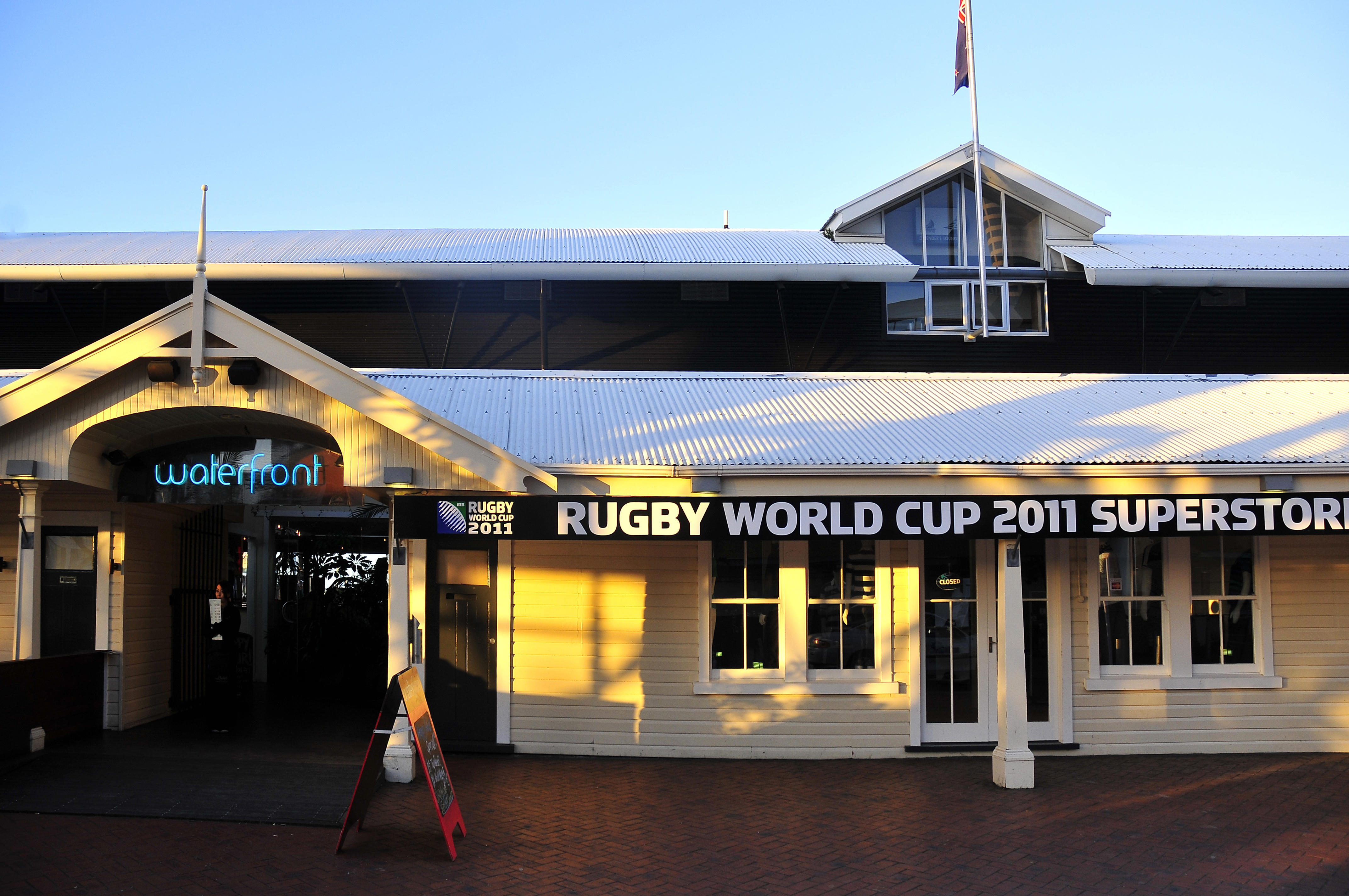
Offizieller Rugby-World-Cup-Shop

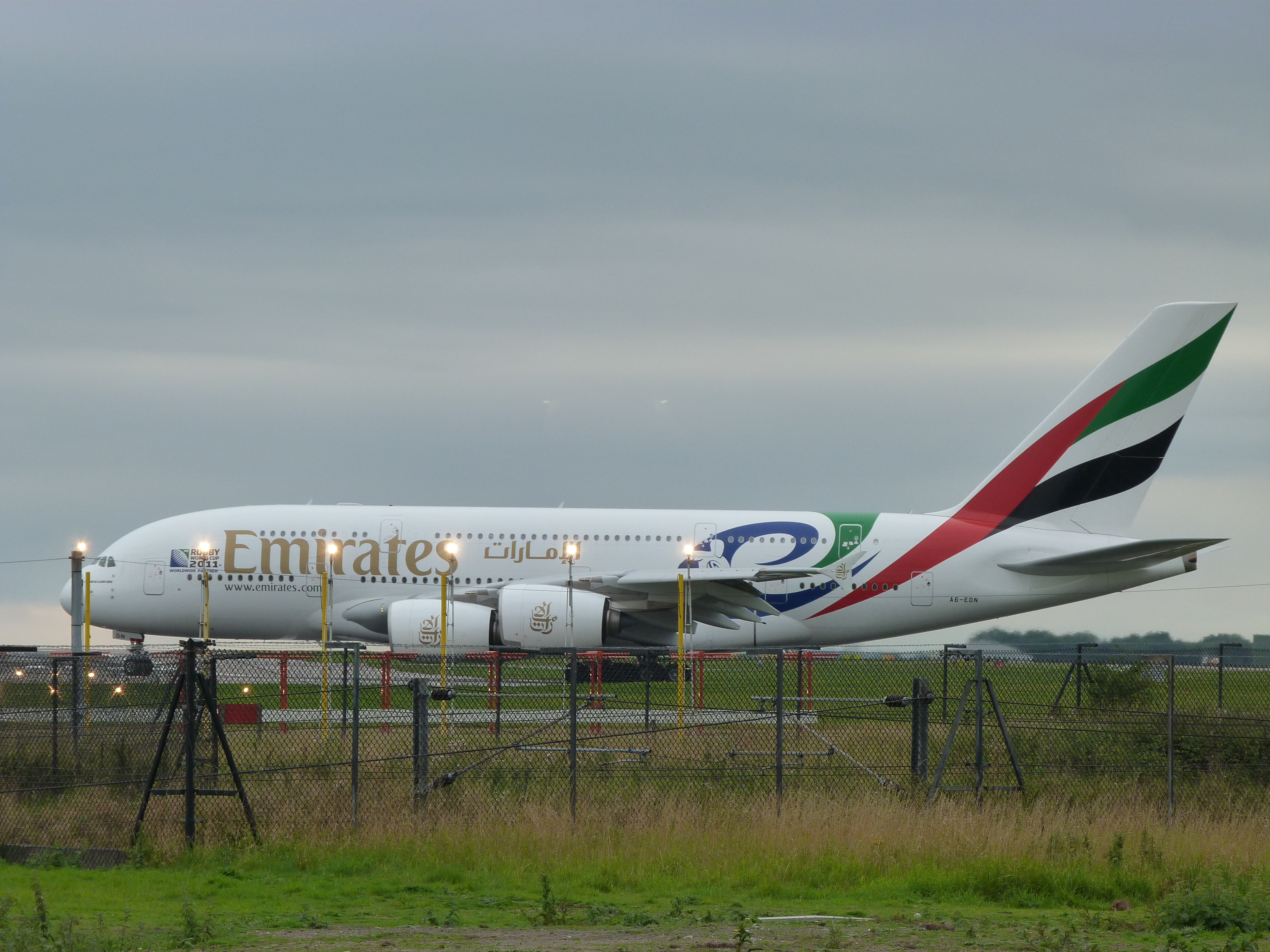
Ein Emirates A380-800 kurz vor der Weltmeisterschaft 2011

Die Eintrittskarten für die Weltmeisterschaft 2011 wurden in drei Phasen verkauft. Die erste Phase begann im November 2010, als die weltweite Öffentlichkeit Gelegenheit hatte, verschiedene Kartenpakete für die Vorrunde, Viertelfinals, und das Spiel um Platz 3 zu erwerben. Ende desselben Jahres 2010 gingen individuelle Karten für alle Spiele außer der Halbfinals und des Endspieles in den Verkauf. Die übrigen Karten gingen in der dritten Phase in den Verkauf: diese Karten waren individuelle Karten für die Halbfinals und das Endspiel. Anfang Juli 2011 wurde bekanntgemacht, das bereits 900.000 der 1,35 Millionen Karten verkauft worden sind. Insgesamt wurden 1,6 Millionen Eintrittskarten verkauft, weniger als die 2,25 Millionen der WM 2007 und die 2,42 Millionen der WM 2015.
Die offiziellen Worldwide Partners des Turniers waren Emirates, Mastercard und Heineken. Gilbert entwarf den offiziellen Turnierball (Gilbert Virtuo), der in den Spielen der Weltmeisterschaft genutzt wurde. Damit setzte sich die Tradition der Gilbert-WM-Bälle mit Barbarian (1995), Revolution (1999), Xact (2003) und Synergie (2007) weiter fort. Zusammen mit Gilbert waren die offiziellen Ausrüster Russell McVeagh, Canterbury, KPMG, Coca-Cola, Dole und TAG Heuer.

## Beteiligte

### Offizielle
Am 8. April 2011 gab der IRB die Namen der Offiziellen bekannt. Insgesamt wurden zehn Schiedsrichter und elf Assistenten bestimmt. Zwei der Assistenten können falls notwendig als Ersatzschiedsrichter einspringen.
| Land                          | Name            |
| ----------------------------- | --------------- |
| Rugby Australia               | Steve Walsh     |
| Rugby Football Union          | Wayne Barnes    |
| Rugby Football Union          | Dave Pearson    |
| Fédération française de rugby | Romain Poite    |
| Irish Rugby Football Union    | George Clancy   |
| Irish Rugby Football Union    | Alain Rolland   |
| New Zealand Rugby             | Bryce Lawrence  |
| South African Rugby Union     | Craig Joubert   |
| South African Rugby Union     | Jonathan Kaplan |
| Welsh Rugby Union             | Nigel Owens     |

| Land                          | Name             |
| ----------------------------- | ---------------- |
| Rugby Australia               | Matt Goddard     |
| Rugby Football Union          | Graham Hughes    |
| Rugby Football Union          | Stuart Terheege  |
| Fédération française de rugby | Jérôme Garcès    |
| Irish Rugby Football Union    | Simon McDowell   |
| Federazione Italiana Rugby    | Carlo Damasco    |
| Federazione Italiana Rugby    | Giulio De Santis |
| New Zealand Rugby             | Vinny Munro      |
| New Zealand Rugby             | Chris Pollock    |
| South African Rugby Union     | Shaun Veldsman   |
| Welsh Rugby Union             | Tim Hayes        |

### Mannschaften
Jedes Team konnte 30 Spieler für das Turnier nominieren. Die Mannschaftslisten mussten bis zum 22. August 2011 dem International Rugby Board vorgelegt werden. Nach der Vorlage des Kaders konnte ein verletzter Spieler ersetzt werden, dieser Spieler durfte sich jedoch nicht mehr der Mannschaft anschließen.

## Vorrunde

### Gruppe A

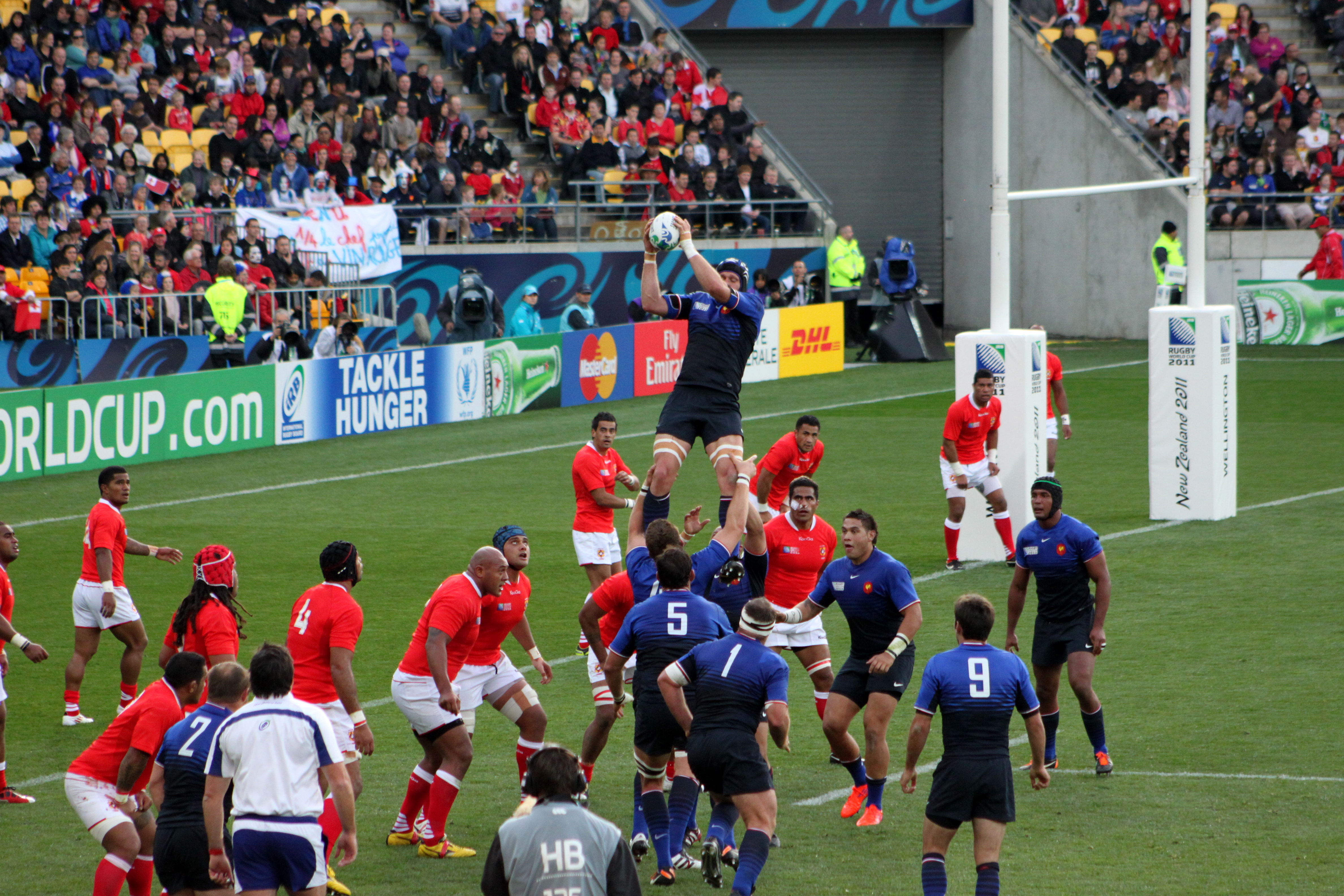
Frankreich–Tonga (14:19)

Gastgeber Neuseeland sicherte sich überlegen den Gruppensieg. Gegen Kanada und Japan gelangen den All Blacks deutliche Siege mit 64 bzw. 76 Punkten Unterschied. Etwas weniger deutlich fiel der Sieg im Eröffnungsspiel gegen Tonga aus. Mühelos gelang gegen Frankreich die Revanche für die Niederlage im Viertelfinale von 2007.
Mäßige Leistungen in der Vorrunde zeigten die Franzosen. Auf Siege gegen Japan und Kanada folgte die Niederlage im Spitzenspiel gegen Neuseeland. Als eine der größten Überraschungen in der WM-Geschichte ist die Niederlage gegen den pazifischen Inselstaat Tonga zu werten. Trotz zweier Niederlagen konnten sich die Franzosen knapp für das Viertelfinale qualifizieren.
Den Tonganern gelang mit dem Sieg gegen Frankreich einer ihrer bedeutendsten Erfolge überhaupt. Gleichwohl verpassten sie die Qualifikation für die Finalrunde, dies aufgrund einer eher unerwarteten Niederlage gegen Kanada.
Nicht in die Entscheidung um den Gruppensieg eingreifen konnten wie erwartet Kanada und Japan, die in der direkten Begegnung das einzige Unentschieden dieser WM herausspielten.
|    | Team       | Spiele | Siege | Unent. | Ndlg. | Vers. | Spiel- punkte | Diff. | Bonus- punkte | Tabellen- punkte |
| -- | ---------- | ------ | ----- | ------ | ----- | ----- | ------------- | ----- | ------------- | ---------------- |
| 1. | Neuseeland | 4      | 4     | 0      | 0     | 36    | 240:049       | +191  | 4             | 20               |
| 2. | Frankreich | 4      | 2     | 0      | 2     | 13    | 124:096       | +28   | 3             | 11               |
| 3. | Tonga      | 4      | 2     | 0      | 2     | 7     | 080:098       | −18   | 1             | 9                |
| 4. | Kanada     | 4      | 1     | 1      | 2     | 9     | 082:168       | −86   | 0             | 6                |
| 5. | Japan      | 4      | 0     | 1      | 3     | 8     | 069:184       | −115  | 0             | 2                |

| 9. September 2011 | Neuseeland | 41 : 10 | Tonga | Eden Park, Auckland |
| 9. September 2011 |            |         |       | Eden Park, Auckland |

| 10. September 2011 | Frankreich | 47 : 21 | Japan | North Harbour Stadium, North Shore City |
| 10. September 2011 |            |         |       | North Harbour Stadium, North Shore City |

| 14. September 2011 | Tonga | 20 : 25 | Kanada | Okara Park, Whangārei |
| 14. September 2011 |       |         |        | Okara Park, Whangārei |

| 16. September 2011 | Neuseeland | 83 : 7 | Japan | Waikato Stadium, Hamilton |
| 16. September 2011 |            |        |       | Waikato Stadium, Hamilton |

| 18. September 2011 | Frankreich | 46 : 19 | Kanada | McLean Park, Napier |
| 18. September 2011 |            |         |        | McLean Park, Napier |

| 21. September 2011 | Tonga | 31 : 18 | Japan | Okara Park, Whangārei |
| 21. September 2011 |       |         |       | Okara Park, Whangārei |

| 24. September 2011 | Neuseeland | 37 : 17 | Frankreich | Eden Park, Auckland |
| 24. September 2011 |            |         |            | Eden Park, Auckland |

| 27. September 2011 | Kanada | 23 : 23 | Japan | McLean Park, Napier |
| 27. September 2011 |        |         |       | McLean Park, Napier |

| 1. Oktober 2011 | Frankreich | 14 : 19 | Tonga | Westpac Stadium, Wellington |
| 1. Oktober 2011 |            |         |       | Westpac Stadium, Wellington |

| 2. Oktober 2011 | Neuseeland | 79 : 15 | Kanada | Westpac Stadium, Wellington |
| 2. Oktober 2011 |            |         |        | Westpac Stadium, Wellington |

### Gruppe B

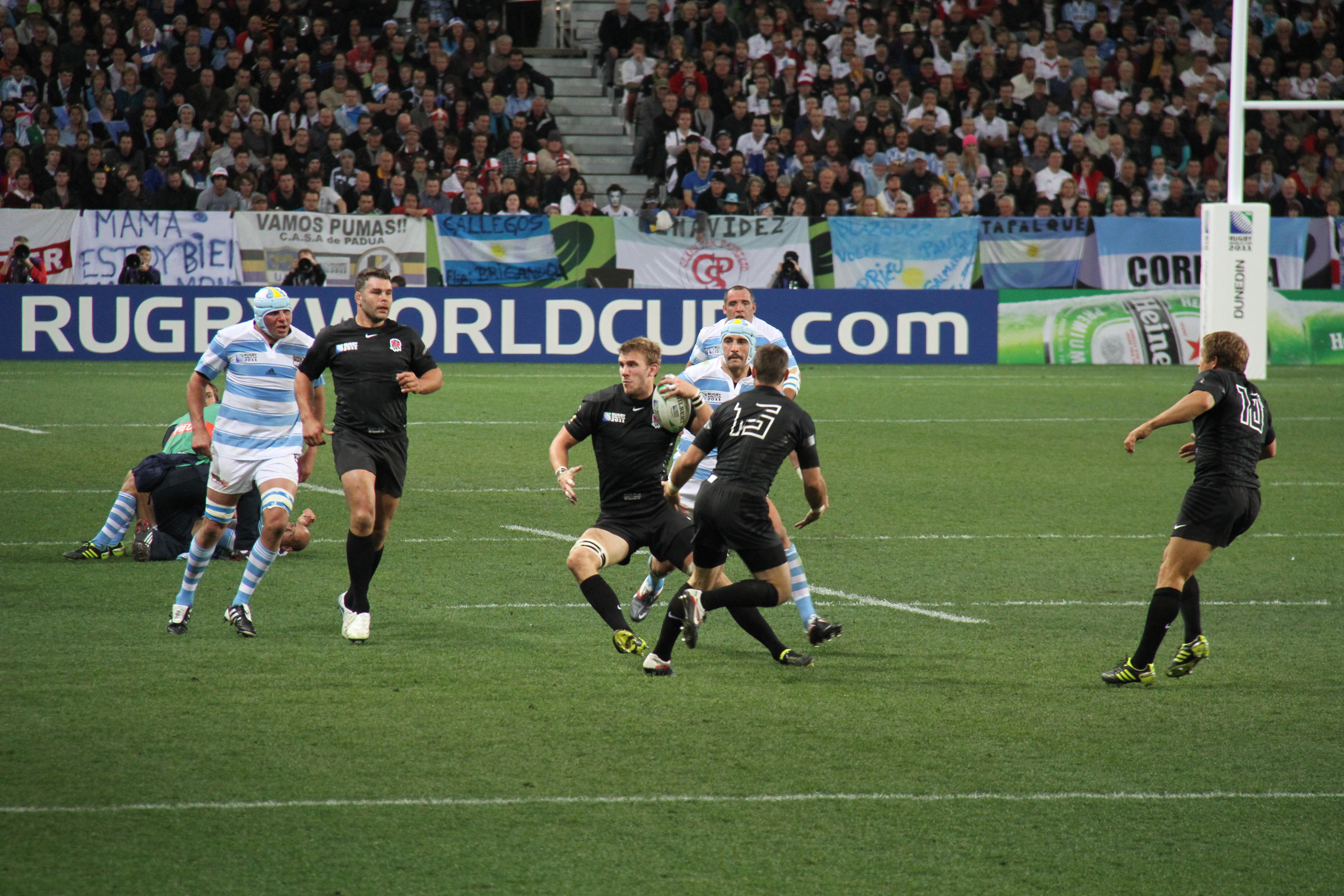
Argentinien–England (9:13)

Vizeweltmeister England sicherte sich mit vier Erfolgen zwar den Gruppensieg, trat aber insgesamt wenig überzeugend auf. Während die Siege gegen Georgien und Rumänien relativ deutlich ausfielen, konnte Argentinien nur knapp bezwungen werden. Im letzten Gruppenspiel gegen Schottland drohte sogar das Ausscheiden aus dem Turnier; erst in den letzten Spielminuten gingen die Engländer knapp in Führung, bei einer Niederlage wären sie nur Gruppendritte geworden.
Argentinien, Dritter der WM 2007, qualifizierte sich nur mit viel Glück für die Finalrunde. Den Pumas gelangen relativ mühelose Siege gegen Rumänien und Georgien. Die zwei übrigen Spiele hingegen waren hart umkämpft. Während gegen England eine knappe Niederlage mit vier Punkten Unterschied resultierte, siegte Argentinien gegen Schottland mit nur einem Punkt Unterschied.
Schottland begann mit zwei mühsam errungenen Siegen gegen die Außenseiter Rumänien und Georgien. Im dritten Spiel gegen Argentinien folgte eine äußerst knappe Niederlage. Um sich für die Finalrunde zu qualifizieren, hätten die Schotten im letzten Spiel England schlagen müssen. Bis zur 78. Minute führten sie gegen den Erzrivalen, gaben dann jedoch den Sieg und somit die Qualifikation preis.
Georgien setzte sich im Duell der beiden schwächsten Teams gegen Rumänien durch und bereitete Schottland erhebliche Mühe. Die Rumänen konnten im Startspiel gegen Schottland bis kurz vor Schluss auf ein Unentschieden hoffen; die drei übrigen Partien gingen deutlicher verloren.
|    | Team        | Spiele | Siege | Unent. | Ndlg. | Vers. | Spiel- punkte | Diff. | Bonus- punkte | Tabellen- punkte |
| -- | ----------- | ------ | ----- | ------ | ----- | ----- | ------------- | ----- | ------------- | ---------------- |
| 1. | England     | 4      | 4     | 0      | 0     | 18    | 137:034       | +103  | 2             | 18               |
| 2. | Argentinien | 4      | 3     | 0      | 1     | 10    | 090:040       | +50   | 2             | 14               |
| 3. | Schottland  | 4      | 2     | 0      | 2     | 4     | 073:059       | +14   | 3             | 11               |
| 4. | Georgien    | 4      | 1     | 0      | 3     | 3     | 048:090       | −42   | 0             | 4                |
| 5. | Rumänien    | 4      | 0     | 0      | 4     | 3     | 044:169       | −125  | 0             | 0                |

| 10. September 2011 | Schottland | 34 : 24 | Rumänien | Rugby Park Stadium, Invercargill |
| 10. September 2011 |            |         |          | Rugby Park Stadium, Invercargill |

| 10. September 2011 | Argentinien | 9 : 13 | England | Forsyth Barr Stadium, Dunedin |
| 10. September 2011 |             |        |         | Forsyth Barr Stadium, Dunedin |

| 14. September 2011 | Schottland | 15 : 6 | Georgien | Rugby Park Stadium, Invercargill |
| 14. September 2011 |            |        |          | Rugby Park Stadium, Invercargill |

| 17. September 2011 | Argentinien | 43 : 8 | Rumänien | Rugby Park Stadium, Invercargill |
| 17. September 2011 |             |        |          | Rugby Park Stadium, Invercargill |

| 18. September 2011 | England | 41 : 10 | Georgien | Forsyth Barr Stadium, Dunedin |
| 18. September 2011 |         |         |          | Forsyth Barr Stadium, Dunedin |

| 24. September 2011 | England | 67 : 3 | Rumänien | Forsyth Barr Stadium, Dunedin |
| 24. September 2011 |         |        |          | Forsyth Barr Stadium, Dunedin |

| 25. September 2011 | Argentinien | 13 : 12 | Schottland | Westpac Stadium, Wellington |
| 25. September 2011 |             |         |            | Westpac Stadium, Wellington |

| 28. September 2011 | Georgien | 25 : 9 | Rumänien | Arena Manawatu, Palmerston North |
| 28. September 2011 |          |        |          | Arena Manawatu, Palmerston North |

| 1. Oktober 2011 | England | 16 : 12 | Schottland | Eden Park, Auckland |
| 1. Oktober 2011 |         |         |            | Eden Park, Auckland |

| 2. Oktober 2011 | Argentinien | 25 : 7 | Georgien | Arena Manawatu, Palmerston North |
| 2. Oktober 2011 |             |        |          | Arena Manawatu, Palmerston North |

### Gruppe C

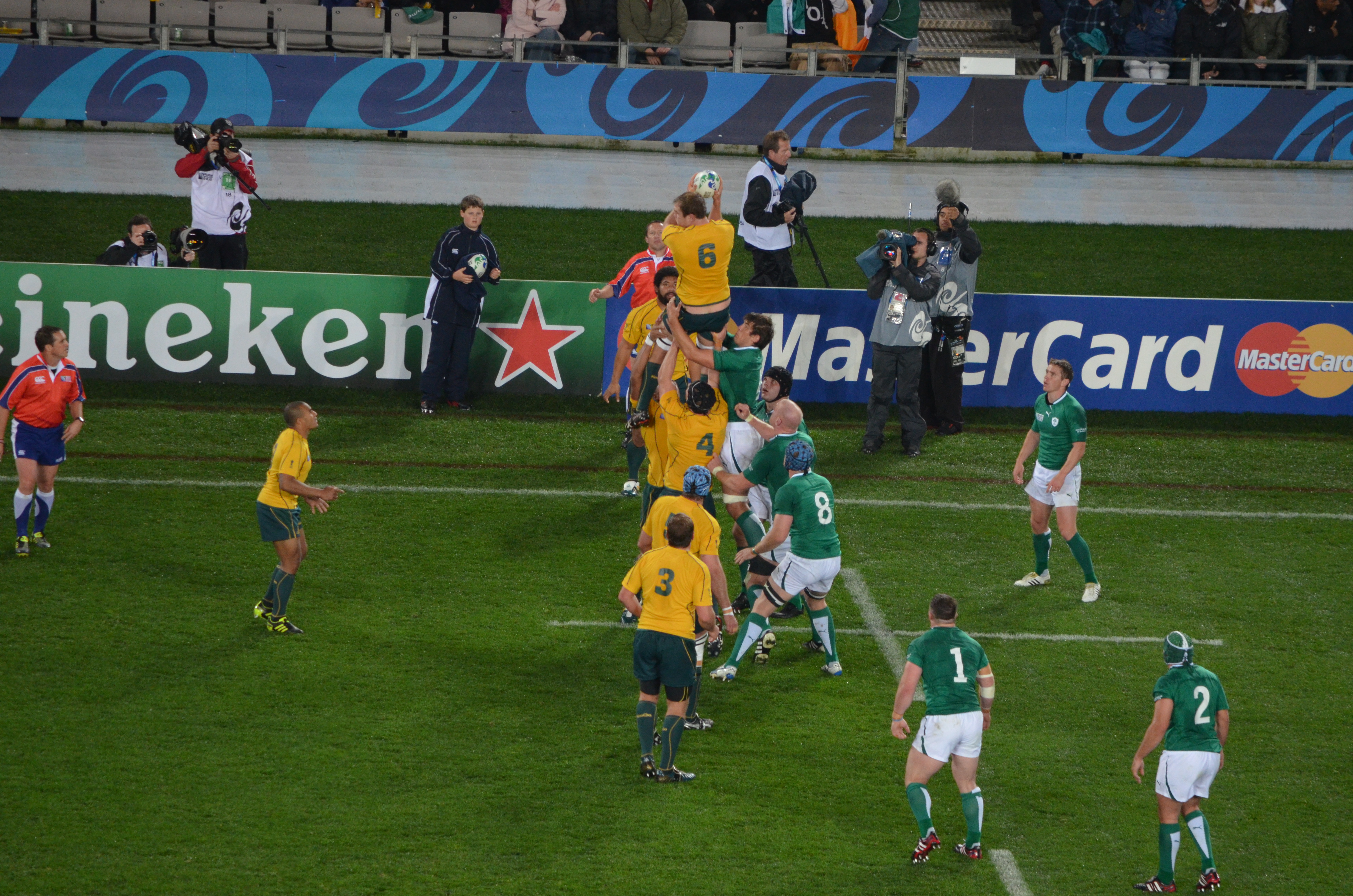
Australien–Irland (6:15)

Unerwartet entschied Irland diese Gruppe für sich. Die Iren konnten gegen die favorisierten Australier einen seltenen Erfolg feiern und diese auf den zweiten Platz verweisen. Auf die Viertelfinalpaarungen hatte das Ergebnis den Effekt, dass in beiden Tableauhälften ausschließlich Teams der gleichen Hemisphäre zu finden waren. Während der Sieg gegen die USA relativ knapp ausfiel, hatten die Iren gegen Russland und Italien keine Mühe.
Australien begann mit einem standesgemäßen Sieg über Italien, verlor aber entgegen vielen Prognosen das Spitzenspiel der Gruppe gegen Irland. Mit zwei deutlichen Siegen über die USA und Russland sicherten sich die Wallabies den zweiten Gruppenplatz.
Auch bei der siebten WM-Teilnahme gelang es den Italienern nicht, sich für die Finalrunde zu qualifizieren. Sowohl gegen Australien als auch gegen Irland konnten sie zwar in der ersten Hälfte das Spiel ausgeglichen gestalten, brachen dann aber in der zweiten Hälfte ein. Die beiden Siege gegen die USA und Russland blieben letztlich ohne Auswirkungen.
Im direkten Duell der beiden schwächsten Teams der Gruppe setzten sich die Amerikaner knapp gegen die Russen durch. Ansonsten resultierten zum Teil deutliche Niederlagen.
|    | Team               | Spiele | Siege | Unent. | Ndlg. | Vers. | Spiel- punkte | Diff. | Bonus- punkte | Tabellen- punkte |
| -- | ------------------ | ------ | ----- | ------ | ----- | ----- | ------------- | ----- | ------------- | ---------------- |
| 1. | Irland             | 4      | 4     | 0      | 0     | 15    | 135:034       | +101  | 1             | 17               |
| 2. | Australien         | 4      | 3     | 0      | 1     | 25    | 173:048       | +125  | 3             | 15               |
| 3. | Italien            | 4      | 2     | 0      | 2     | 13    | 092:095       | −3    | 2             | 10               |
| 4. | Vereinigte Staaten | 4      | 1     | 0      | 3     | 4     | 038:122       | −84   | 0             | 4                |
| 5. | Russland           | 4      | 0     | 0      | 4     | 8     | 057:196       | −139  | 1             | 1                |

| 11. September 2011 | Australien | 32 : 6 | Italien | North Harbour Stadium, North Shore City |
| 11. September 2011 |            |        |         | North Harbour Stadium, North Shore City |

| 11. September 2011 | Irland | 22 : 10 | Vereinigte Staaten | Yarrow Stadium, New Plymouth |
| 11. September 2011 |        |         |                    | Yarrow Stadium, New Plymouth |

| 15. September 2011 | Russland | 6 : 13 | Vereinigte Staaten | Yarrow Stadium, New Plymouth |
| 15. September 2011 |          |        |                    | Yarrow Stadium, New Plymouth |

| 17. September 2011 | Australien | 6 : 15 | Irland | Eden Park, Auckland |
| 17. September 2011 |            |        |        | Eden Park, Auckland |

| 20. September 2011 | Italien | 53 : 17 | Russland | Trafalgar Park, Nelson |
| 20. September 2011 |         |         |          | Trafalgar Park, Nelson |

| 23. September 2011 | Australien | 67 : 5 | Vereinigte Staaten | Westpac Stadium, Wellington |
| 23. September 2011 |            |        |                    | Westpac Stadium, Wellington |

| 25. September 2011 | Irland | 62 : 12 | Russland | Rotorua International Stadium, Rotorua |
| 25. September 2011 |        |         |          | Rotorua International Stadium, Rotorua |

| 27. September 2011 | Italien | 27 : 10 | Vereinigte Staaten | Trafalgar Park, Nelson |
| 27. September 2011 |         |         |                    | Trafalgar Park, Nelson |

| 1. Oktober 2011 | Australien | 68 : 22 | Russland | Trafalgar Park, Nelson |
| 1. Oktober 2011 |            |         |          | Trafalgar Park, Nelson |

| 2. Oktober 2011 | Irland | 36 : 6 | Italien | Forsyth Barr Stadium, Dunedin |
| 2. Oktober 2011 |        |        |         | Forsyth Barr Stadium, Dunedin |

### Gruppe D

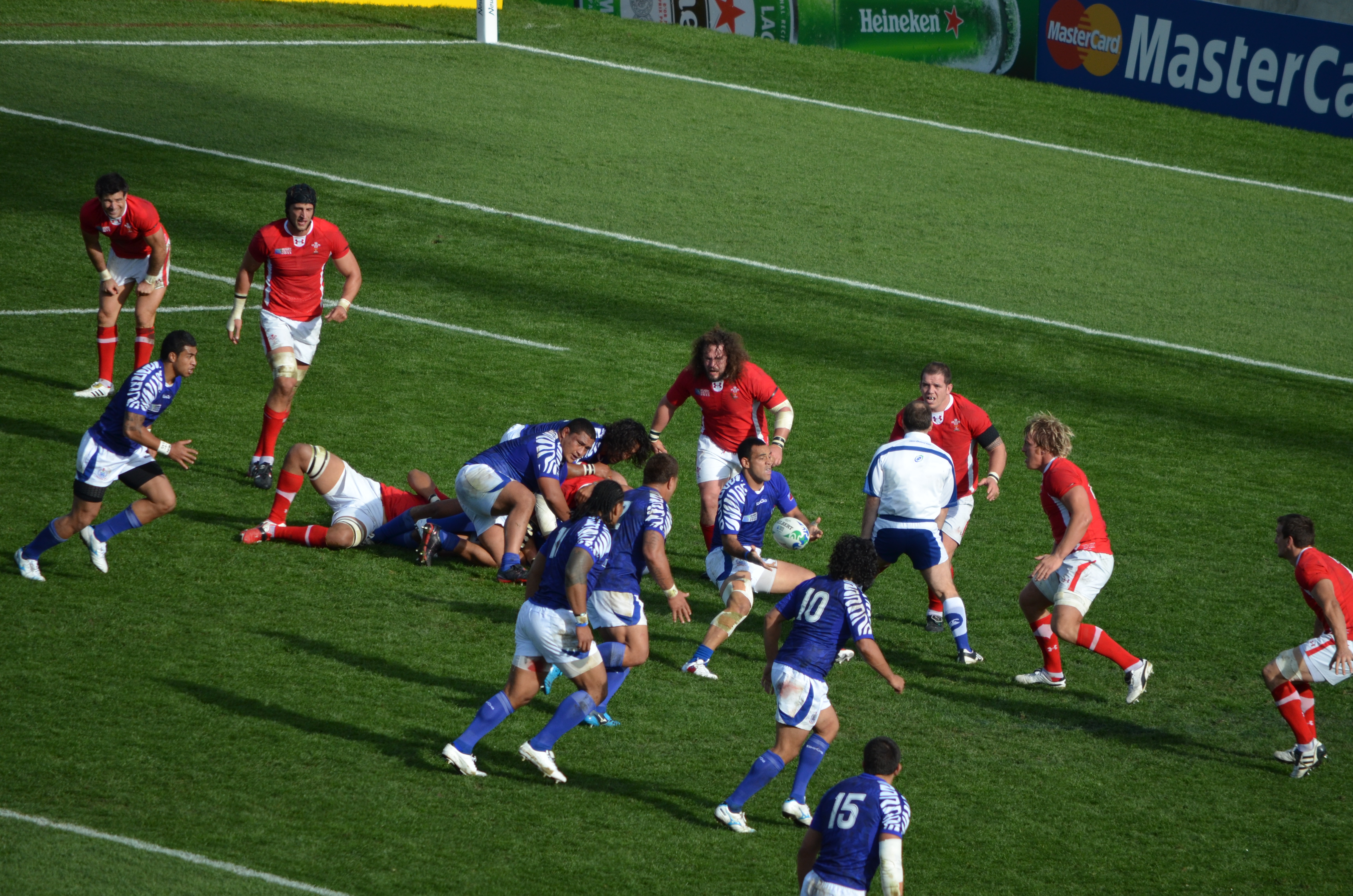
Wales–Samoa (17:10)

Der amtierende Weltmeister Südafrika vermochte Wales im Spitzenspiel der Gruppe mit nur einem Punkt Unterschied zu schlagen. Gegen Fidschi und insbesondere gegen den Nachbarn Namibia resultierten zwei deutliche Siege. Deutlich mehr Mühe hatten die Springboks jedoch in ihrem letzten Spiel gegen Samoa.
Wales gelang mit einem 16:17 im ersten Spiel gegen Südafrika beinahe eine kleinere Überraschung. Während der Sieg gegen Samoa eher knapp ausfiel, erwiesen sich die Waliser gegen Namibia und Fidschi als deutlich überlegen. Dadurch sicherten sie sich den zweiten Gruppenplatz.
Den Samoanern gelangen zwei deutliche Siege gegen Fidschi und Namibia. In ausgeglichenen Partien gegen Südafrika und Wales verpassten sie jedoch die Gelegenheit, das Spiel zu ihren Gunsten zu entscheiden.
Fidschi, das sich vor vier Jahren noch für das Viertelfinale qualifiziert hatte, enttäuschte. Nur gegen den Außenseiter Namibia gelang ein Sieg, den dritten Gruppenrang und damit die direkte Qualifikation für die WM 2015 verpassten die Fidschianer. Namibia erwies sich wie erwartet als das schwächste Team der WM und verlor alle vier Spiele deutlich.
|    | Team      | Spiele | Siege | Unent. | Ndlg. | Vers. | Spiel- punkte | Diff. | Bonus- punkte | Tabellen- punkte |
| -- | --------- | ------ | ----- | ------ | ----- | ----- | ------------- | ----- | ------------- | ---------------- |
| 1. | Südafrika | 4      | 4     | 0      | 0     | 21    | 166:024       | +142  | 2             | 18               |
| 2. | Wales     | 4      | 3     | 0      | 1     | 23    | 180:034       | +146  | 3             | 15               |
| 3. | Samoa     | 4      | 2     | 0      | 2     | 10    | 091:049       | +42   | 2             | 10               |
| 4. | Fidschi   | 4      | 1     | 0      | 3     | 7     | 059:167       | −108  | 1             | 5                |
| 5. | Namibia   | 4      | 0     | 0      | 4     | 4     | 044:266       | –222  | 0             | 0                |

| 10. September 2011 | Fidschi | 49 : 25 | Namibia | Rotorua International Stadium, Rotorua |
| 10. September 2011 |         |         |         | Rotorua International Stadium, Rotorua |

| 11. September 2011 | Südafrika | 17 : 16 | Wales | Westpac Stadium, Wellington |
| 11. September 2011 |           |         |       | Westpac Stadium, Wellington |

| 14. September 2011 | Samoa | 49 : 12 | Namibia | Rotorua International Stadium, Rotorua |
| 14. September 2011 |       |         |         | Rotorua International Stadium, Rotorua |

| 17. September 2011 | Südafrika | 49 : 3 | Fidschi | Westpac Stadium, Wellington |
| 17. September 2011 |           |        |         | Westpac Stadium, Wellington |

| 18. September 2011 | Wales | 17 : 10 | Samoa | Waikato Stadium, Hamilton |
| 18. September 2011 |       |         |       | Waikato Stadium, Hamilton |

| 22. September 2011 | Südafrika | 87 : 0 | Namibia | North Harbour Stadium, North Shore City |
| 22. September 2011 |           |        |         | North Harbour Stadium, North Shore City |

| 25. September 2011 | Fidschi | 7 : 27 | Samoa | Eden Park, Auckland |
| 25. September 2011 |         |        |       | Eden Park, Auckland |

| 26. September 2011 | Wales | 81 : 7 | Namibia | Yarrow Stadium, New Plymouth |
| 26. September 2011 |       |        |         | Yarrow Stadium, New Plymouth |

| 30. September 2011 | Südafrika | 13 : 5 | Samoa | North Harbour Stadium, North Shore City |
| 30. September 2011 |           |        |       | North Harbour Stadium, North Shore City |

| 2. Oktober 2011 | Wales | 66 : 0 | Fidschi | Waikato Stadium, Hamilton |
| 2. Oktober 2011 |       |        |         | Waikato Stadium, Hamilton |

## Finalrunde

### Übersicht
In der Finalrunde teilten sich die Nord- und die Südhemisphäre je eine Hälfte des Tableaus. So war von Anfang an klar, dass auf jeden Fall ein nördliches und ein südliches Team das Finale erreichen würde.

|  | Viertelfinale                 | Viertelfinale                 |                              |                              | Halbfinale                   | Halbfinale |  |  | Finale                       | Finale                       |
|  |                               |                               |                              |                              |                              |            |  |  |                              |                              |
|  | 8. Oktober 2011 in Wellington |                               |                              |                              |                              |            |  |  |                              |                              |
|  | Irland                        | 10                            |                              |                              |                              |            |  |  |                              |                              |
|  | Irland                        | 10                            | 15. Oktober 2011 in Auckland |                              |                              |            |  |  |                              |                              |
|  | Wales                         | 22                            |                              |                              |                              |            |  |  |                              |                              |
|  | Wales                         | 22                            | Wales                        | 8                            |                              |            |  |  |                              |                              |
|  |                               |                               | Wales                        | 8                            |                              |            |  |  |                              |                              |
|  |                               | Frankreich                    | 9                            |                              |                              |            |  |  |                              |                              |
|  | England                       | Frankreich                    | 9                            | 12                           |                              |            |  |  |                              |                              |
|  | England                       |                               |                              | 12                           |                              |            |  |  |                              |                              |
|  | Frankreich                    | 19                            |                              | 23. Oktober 2011 in Auckland | 23. Oktober 2011 in Auckland |            |  |  |                              |                              |
|  | 8. Oktober 2011 in Auckland   | 8. Oktober 2011 in Auckland   | Frankreich                   | 7                            |                              |            |  |  |                              |                              |
|  | 9. Oktober 2011 in Wellington | 9. Oktober 2011 in Wellington |                              | Neuseeland                   | 8                            |            |  |  |                              |                              |
|  | Südafrika                     | 9                             |                              |                              |                              |            |  |  |                              |                              |
|  | Australien                    | 11                            |                              |                              |                              |            |  |  |                              |                              |
|  | Australien                    | 11                            | Australien                   | 6                            |                              |            |  |  |                              |                              |
|  |                               |                               | Australien                   | 6                            | Spiel um Platz 3             |            |  |  |                              |                              |
|  |                               | Neuseeland                    | 20                           |                              |                              |            |  |  |                              |                              |
|  | Neuseeland                    | Neuseeland                    | 20                           | 33                           | Wales                        | 18         |  |  |                              |                              |
|  | Neuseeland                    | 16. Oktober 2011 in Auckland  |                              | 33                           | Wales                        | 18         |  |  |                              |                              |
|  | Argentinien                   | 10                            |                              | Australien                   | 21                           |            |  |  |                              |                              |
|  | Argentinien                   | 10                            |                              |                              | 21                           |            |  |  |                              |                              |
|  | 9. Oktober 2011 in Auckland   | 9. Oktober 2011 in Auckland   |                              |                              |                              |            |  |  | 21. Oktober 2011 in Auckland | 21. Oktober 2011 in Auckland |

### Viertelfinale
| 8. Oktober 2011 | Irland | 10 : 22 | Wales | Westpac Stadium, Wellington |
| 8. Oktober 2011 |        |         |       | Westpac Stadium, Wellington |

| 8. Oktober 2011 | England | 12 : 19 | Frankreich | Eden Park, Auckland |
| 8. Oktober 2011 |         |         |            | Eden Park, Auckland |

| 9. Oktober 2011 | Südafrika | 9 : 11 | Australien | Westpac Stadium, Wellington |
| 9. Oktober 2011 |           |        |            | Westpac Stadium, Wellington |

| 9. Oktober 2011 | Neuseeland | 33 : 10 | Argentinien | Eden Park, Auckland |
| 9. Oktober 2011 |            |         |             | Eden Park, Auckland |

Im ersten Viertelfinale ging Wales bereits in der 3. Minute durch einen Versuch von Shane Williams in Führung. Der Ire Ronan O’Gara verkürzte in der 24. Minute mit einem Straftritt auf 3:7, fünf Minuten später verwertete Leigh Halfpenny ebenfalls einen Straftritt zum Pausenstand von 3:10. In der 45. Minute konnte Keith Earls für Irland mit einem Versuch zum 10:10 ausgleichen. Von nun an dominierten jedoch die Waliser das Spielgeschehen. Mit zwei Versuchen von Mike Phillips (51.) und Jonathan Davies (66.) zogen sie auf 22:10 davon. Die Iren hingegen konnten nicht mehr reagieren.
England und Frankreich trafen im zweiten Viertelfinale aufeinander. Die Franzosen zwangen die gegnerische Verteidigung im offenen Gedränge zu zahlreichen Fehlern, wodurch ihnen drei Straftritte zugesprochen wurden. Dimitri Yachvili konnte zwei davon zum 6:0 verwerten. Vincent Clerc in der 22. und Maxime Médard in der 31. Minute erzielten je einen Versuch, so dass die Franzosen zur Pause verdient mit 16:0 führten. Erst in der 55. Minute konnte England punkten, als Ben Foden mit einem Versuch auf 7:16 verkürzte. Mit einem Dropgoal von François Trinh-Duc zog Frankreich auf 19:7 davon. Der Versuch von Mark Cueto in der 77. Minute kam zu spät. Mit dem 19:12-Sieg gelang den Franzosen die Revanche für die gegen England erlittenen WM-Niederlagen von 2003 und 2007.
Südafrika und Australien standen sich im dritten Viertelfinale gegenüber. Die südafrikanischen Springboks kontrollierten das Spielgeschehen in den Bereichen Ballbesitz und Raumgewinn weitgehend. Dennoch gelang es ihnen kein einziges Mal, die Verteidigung der Wallabies zu durchbrechen. Völlig entgegen dem Spielverlauf konnte James Horwill in der 11. Minute für Australien einen Versuch erzielen und James O’Connor sechs Minuten später mit einem Straftritt auf 8:0 erhöhen. Morné Steyn verkürzte eine Minute vor der Pause auf 3:8. Auch in der zweiten Halbzeit war Südafrika spielerisch überlegen, rannte aber vergeblich gegen die australische Abwehr an. Morné Steyn erzielte mit einem Straftritt und einem Dropgoal die zwischenzeitliche 9:8-Führung für Südafrika. Ein weiter Straftritt O’Connors in der 72. Minute hatte jedoch zur Folge, dass Australien schließlich knapp mit 11:9 gewann.
Neuseeland hatte im vierten Viertelfinale weitaus mehr Mühe gegen Argentinien, als das Ergebnis von 33:10 vermuten lässt. Aufgrund diverser Abwehrfehler der Pumas erhielten die All Blacks mehrere Straftritte zugesprochen. Piri Weepu, der für den verletzten Daniel Carter als Kicker einsprang, verwertete bis zur Pause vier davon. Noch vor der Pause musste mit Colin Slade Carters Ersatzmann auf der Verbinderposition verletzt ausgewechselt werden. Durch einen Versuch von Julio Farías Cabello und eine Erhöhung führten die Argentinier von der 31. bis zur 36. Minute zwischenzeitlich mit 7:6. Der Pausenstand lautete 12:7 aus der Sicht Neuseelands. Zu Beginn der zweiten Halbzeit kam Argentinien noch auf zwei Punkte heran, ehe Weepu mit weiteren Straftritten die neuseeländische Führung ausbaute. Gegen Ende des Spiels gelang es den All Blacks die argentinische Abwehr zweimal zu durchbrechen. Dabei erzielten Kieran Read (67.) und Brad Thorn (77.) jeweils einen Versuch.

### Halbfinale
| 15. Oktober 2011 | Wales | 8 : 9 | Frankreich | Eden Park, Auckland |
| 15. Oktober 2011 |       |       |            | Eden Park, Auckland |

| 16. Oktober 2011 | Australien | 6 : 20 | Neuseeland | Eden Park, Auckland |
| 16. Oktober 2011 |            |        |            | Eden Park, Auckland |

Wales und Frankreich bestritten im strömenden Regen das erste Halbfinale, wobei die widrigen Bedingungen die Ballkontrolle stark erschwerten. James Hook brachte Wales nach acht Minuten mit einem Straftritt in Führung. In der 19. Minute wurde der walisische Kapitän Sam Warburton mit einer roten Karte vom Platz gestellt, nachdem er Vincent Clerc mit einem regelwidrigen und gefährlichen Tackle zu Boden geworfen hatte. Morgan Parra sorgte mit zwei Straftritten für die 6:3-Pausenführung der Franzosen. Obwohl die Waliser mit einem Mann weniger auf dem Platz standen, gelang es den Franzosen kaum, die gegnerische Abwehr zu durchbrechen. Parra erhöhte mit einem Straftritt zwischenzeitlich auf 9:3. Mike Phillips brachte Wales mit einem Versuch in der 58. Minute auf 8:9 heran, doch Stephen Jones vergab die mögliche Führung, als er die darauf folgende Erhöhung neben die Malstangen kickte. In den verbleibenden zwanzig Minuten gelang es keinem der Teams, Akzente zu setzen.
Im zweiten Halbfinale trafen Australien und Neuseeland aufeinander. Die All Blacks erwiesen sich im Angriff als überlegen, während die Wallabies dem Ansturm nur wenig entgegenzusetzen hatten. Ein Versuch von Ma’a Nonu brachte den Gastgeber nach sechs Minuten in Führung, während Piri Weepu nach 13 Minuten mit einem Straftritt auf 8:0 erhöhte. Aaron Cruden, der nach Carters Verletzung nachnominiert worden war, steuerte ein Dropgoal bei. Auf Seiten der Australier punkteten lediglich James O’Connor (Straftritt) und der in Neuseeland geborene Quade Cooper (Dropgoal). Der Pausenstand lautete 6:14. In der zweiten Halbzeit gelang den Australiern kaum ein Angriff, während sich die Neuseeländer weitgehend auf die Verwaltung des Vorsprungs konzentrierten. Weepu erhöhte mit zwei weiteren Straftritten zum 20:6-Endstand.

### Spiel um Platz 3
| 21. Oktober 2011 | Wales | 18 : 21 | Australien | Eden Park, Auckland |
| 21. Oktober 2011 |       |         |            | Eden Park, Auckland |

Um den dritten Platz spielten die Halbfinalverlierer Wales und Australien, wobei das Spiel vor allem in der ersten Halbzeit auf beiden Seiten von zahlreichen Fehlern geprägt war. Die Wallabies gingen nach zwölf Minuten durch einen Versuch von Berrick Barnes in Führung. Quade Cooper (AUS) erlitt nach 20 Minuten einen Kreuzbandriss und musste ausgewechselt werden, während James Hook für Wales zum Pausenstand von 3:7 verkürzte. Nachdem beide Teams sich zuvor gegenseitig weitgehend neutralisiert hatten, gingen sie in der zweiten Halbzeit vermehrt in die Offensive. Ein Versuch von Shane Williams in der 50. Minute brachte Wales mit 8:7 in Führung. James O’Connor verwertete daraufhin zwei Straftritte zum 13:8, nach 68 Minuten erzielte Barnes ein Dropgoal zum 16:8. In der 71. Minute brachte Stephen Jones die Waliser mit einem Straftritt wieder auf 11:16 heran. Ben McCalman machte jedoch die walisischen Hoffnungen zunichte, als er in der 76. Minute einen Versuch zum 11:21 erzielte. Obwohl keine realistische Siegchance mehr bestand, griffen die Waliser weiterhin an. In der Nachspielzeit betrieb Leigh Halfpenny mit seinem Versuch zum 18:21 etwas Ergebniskosmetik.

### Finale
| 23. Oktober 2011 | Frankreich | 7 : 8 | Neuseeland | Eden Park, Auckland |
| 23. Oktober 2011 |            |       |            | Eden Park, Auckland |

Wie schon bei der WM 1987 standen sich Frankreich und Neuseeland im Finale gegenüber. Beide Teams waren ebenbürtig und ließen dem Gegner kaum Angriffsmöglichkeiten zu. In der 15. Minute nutzte Tony Woodcock einen französischen Fehler beim Gasseneinwurf aus und erzielte einen Versuch zur 5:0-Führung der All Blacks. Sowohl Morgan Parra (FRA) als auch Aaron Cruden (NZL) mussten verletzungsbedingt bereits in der ersten Halbzeit ausgewechselt werden. Da Piri Weepu die Erhöhung sowie zwei Straftritte nicht verwerten konnte, blieb es zur Pause bei der knappen Führung für Neuseeland. In der 46. Minute konnte Stephen Donald mit einem erfolgreich ausgeführten Straftritt auf 8:0 erhöhen. Doch die Franzosen reagierten prompt mit einem erfolgreichen Versuch durch Mannschaftskapitän Thierry Dusautoir. François Trinh-Duc konnte sie mit der anschließenden Erhöhung bis auf einen Punkt heranbringen. In der Folge neutralisierten sich beide Teams gegenseitig. Ein Straftritt von Trinh-Duc missglückte, und somit verpassten die Franzosen das Spiel zu ihren Gunsten zu entscheiden. Richie McCaw, der Mannschaftskapitän der All Blacks, nahm nach dem Schlusspfiff die WM-Trophäe (Webb Ellis Cup) in Empfang.

Neuseeland
(Zweiter Titel)

## Statistiken

### Mannschaften
Die Tabelle führt die 20 teilnehmenden Mannschaften nach ihrem Abschneiden bei der Rugby-Union-Weltmeisterschaft 2011 auf.

Ergebnis der Rugby-Union-Weltmeisterschaft 2011:
Sieger
Finalist
3. Platz
4. Platz
Viertelfinalteilnahme
In der Gruppenphase ausgeschieden
Keine Teilnahme

| Mannschaft         | Spiele | Siege | Unent. | Ndlg. | Punkte | Versuche | Erhöh- ungen | Straf- tritte | Drop- goals | Gelbe Karten | Rote Karten |
| ------------------ | ------ | ----- | ------ | ----- | ------ | -------- | ------------ | ------------- | ----------- | ------------ | ----------- |
| Neuseeland         | 7      | 7     | 0      | 0     | 301    | 40       | 25           | 15            | 2           | 1            | 0           |
| Frankreich         | 7      | 4     | 0      | 3     | 159    | 16       | 11           | 17            | 2           | 1            | 0           |
| Australien         | 7      | 5     | 0      | 2     | 211    | 28       | 19           | 9             | 2           | 0            | 0           |
| Wales              | 7      | 4     | 0      | 3     | 228    | 29       | 22           | 13            | 0           | 0            | 1           |
| Südafrika          | 5      | 4     | 0      | 1     | 175    | 21       | 20           | 9             | 1           | 1            | 0           |
| England            | 5      | 4     | 0      | 1     | 149    | 20       | 14           | 6             | 1           | 2            | 0           |
| Irland             | 5      | 4     | 0      | 1     | 145    | 16       | 13           | 12            | 1           | 0            | 0           |
| Argentinien        | 5      | 3     | 0      | 2     | 100    | 11       | 9            | 9             | 0           | 1            | 0           |
| Italien            | 4      | 2     | 0      | 2     | 92     | 13       | 6            | 5             | 0           | 1            | 0           |
| Samoa              | 4      | 2     | 0      | 2     | 91     | 10       | 7            | 8             | 1           | 1            | 1           |
| Tonga              | 4      | 2     | 0      | 2     | 80     | 7        | 6            | 11            | 0           | 3            | 0           |
| Schottland         | 4      | 2     | 0      | 2     | 73     | 4        | 1            | 13            | 4           | 0            | 0           |
| Kanada             | 4      | 1     | 1      | 2     | 82     | 9        | 5            | 7             | 2           | 0            | 0           |
| Fidschi            | 4      | 1     | 0      | 3     | 59     | 7        | 6            | 4             | 0           | 0            | 0           |
| Georgien           | 4      | 1     | 0      | 3     | 48     | 3        | 3            | 9             | 0           | 0            | 0           |
| Vereinigte Staaten | 4      | 1     | 0      | 3     | 38     | 4        | 3            | 4             | 0           | 2            | 0           |
| Japan              | 4      | 0     | 1      | 3     | 69     | 8        | 4            | 7             | 0           | 1            | 0           |
| Russland           | 4      | 0     | 0      | 4     | 57     | 8        | 4            | 2             | 1           | 1            | 0           |
| Rumänien           | 4      | 0     | 0      | 4     | 44     | 3        | 1            | 9             | 0           | 1            | 0           |
| Namibia            | 4      | 0     | 0      | 4     | 44     | 5        | 2            | 2             | 3           | 2            | 0           |
| Gesamt             | 48     |       |        |       | 2245   | 262      | 181          | 171           | 20          | 20           | 2           |

### Meiste erzielte Punkte
| Rang | Spieler          | Mannschaft | Spiele | Versuche | Erhöhungen | Straftritte | Dropgoals | Total |
| ---- | ---------------- | ---------- | ------ | -------- | ---------- | ----------- | --------- | ----- |
| 01.  | Morné Steyn      | Südafrika  | 5      | 2        | 14         | 7           | 1         | 62    |
| 02.  | James O’Connor   | Australien | 6      | 1        | 13         | 7           | 0         | 52    |
| 03.  | Kurt Morath      | Tonga      | 4      | 0        | 6          | 11          | 0         | 45    |
| 04.  | Ronan O’Gara     | Irland     | 5      | 0        | 10         | 8           | 0         | 44    |
| 05.  | Piri Weepu       | Neuseeland | 7      | 0        | 4          | 11          | 0         | 41    |
| 06.  | Dimitri Yachvili | Frankreich | 7      | 0        | 6          | 9           | 0         | 39    |
| 07.  | Morgan Parra     | Frankreich | 7      | 1        | 4          | 8           | 0         | 37    |
| 08.  | Colin Slade      | Neuseeland | 5      | 1        | 14         | 1           | 0         | 36    |
| 09.  | James Arlidge    | Japan      | 3      | 2        | 3          | 6           | 0         | 34    |
| 10.  | Vincent Clerc    | Frankreich | 6      | 6        | 0          | 0           | 0         | 30    |
|      | Chris Ashton     | England    | 5      | 6        | 0          | 0           | 0         | 30    |

Quelle:

### Meiste erzielte Versuche
| Rang | Spieler             | Mannschaft | Spiele | Versuche |
| ---- | ------------------- | ---------- | ------ | -------- |
| 01.  | Chris Ashton        | England    | 5      | 6        |
|      | Vincent Clerc       | Frankreich | 7      | 6        |
| 03.  | Adam Ashley-Cooper  | Australien | 7      | 5        |
|      | Israel Dagg         | Neuseeland | 5      | 5        |
|      | Keith Earls         | Irland     | 5      | 5        |
| 06.  | Mark Cueto          | England    | 2      | 4        |
|      | Vereniki Goneva     | Fidschi    | 4      | 4        |
|      | Zac Guildford       | Neuseeland | 1      | 4        |
|      | Richard Kahui       | Neuseeland | 5      | 4        |
|      | Jerome Kaino        | Neuseeland | 7      | 4        |
|      | Scott Williams      | Wales      | 3      | 4        |
|      | Sonny Bill Williams | Neuseeland | 7      | 4        |

Quelle:

## Filmische Rezeption
Die auf einer wahren Begebenheit beruhende Komödie Red, White & Brass (2023) von Damon Fepulea'i erzählt von einigen Tonganern, die eine Blaskapelle gründen, um einem Spiel zwischen Tonga und Frankreich beiwohnen zu können.